# Geschichte sexueller Minderheiten
Diese Zeitleiste dokumentiert die historische Entwicklung und bemerkenswerte Ereignisse innerhalb der Geschichte sexueller Minderheiten, die auch als LGBT-Geschichte bezeichnet werden kann. Die Liste gibt zudem einen Überblick über die Entwicklung der gesellschaftlichen Akzeptanz, Veränderungen der Begrifflichkeiten und grundlegender Gesetzesänderungen sowie einzelner Ereignisse, die zu den Gesetzesänderungen in den unterschiedlichen Ländern geführt haben. Ereignisse, die außerhalb des europäischen oder nordamerikanischen Kulturkreises stattgefunden haben, wurden der Übersichtlichkeit halber der Epoche zugeordnet, in die sie zeitlich fallen. 
In der Vergangenheit betrachtete die europäische Vormoderne gleichgeschlechtliches sexuelles Verhalten von Frauen und Männern hauptsächlich als unwesentlichen Charakterzug – als eine Möglichkeit sexueller Aktivitäten, die grundsätzlich allen Personen offen stand. Allenfalls wurde solches Verhalten als Ausdruck persönlicher Vorlieben oder des individuellen Geschmacks betrachtet, „nur selten jedoch ging man davon aus, dass es die Persönlichkeit konstituiere, d. h., man war nicht, sondern handelte homosexuell.“ Aufgrund dieser Tatsache ist es mitunter schwierig bis unmöglich, gleichgeschlechtliche Handlungen aus verschiedenen Epochen unter denselben oder ähnlichen Kategorien wie Homo-, Bi- oder Pansexualität zu klassifizieren. Gleiches gilt auch für Begriffe wie Transgeschlechtlichkeit, Nichtbinär oder Queer. Dennoch soll im Folgenden ein knapper Überblick über die Chronologie „des Phänomens“ erfolgen, wobei „das Phänomen“ dabei zwangsweise eine mehr oder minder willkürliche Zusammenstellung ganz verschiedener Erscheinungsformen aus der Retrospektive bleiben muss.

## Begriffe
Bis in das späte 19. Jahrhundert hinein waren Begriffe wie „Homosexualität“ und „Bisexualität“ unbekannt, die weibliche Homosexualität, bis dahin gelegentlich auch Tribadie genannt, wurde erst ab Mitte des 18. Jahrhunderts als „lesbisch“ bezeichnet. „Transsexualität“ als ältester Begriff des Begriffskomplexes „Trans*“ ist beispielsweise erst seit Mitte des 20. Jahrhunderts definiert, „schwul“ beziehungsweise gay ist ebenfalls ein sehr junger Ausdruck.
Die hier verwendeten Begriffe entsprechen etwa ihrer historischen Verwendung, insbesondere die Bezeichnungen „Sodomie“ und „Unzucht“ wurden in früheren Jahrhunderten verwendet, um die gleichgeschlechtliche Sexualität oder die nichtreproduktiven Sexualpraktiken wie Masturbation, Anal- und Oralverkehr zu beschreiben. Mit den Kirchenvätern im 2. und 3. Jahrhundert nach Christus beginnt die häufige Verwendung der Ausdrücke „Sünde wider die Natur“ oder „widernatürlich“. Im anglophonen Sprachraum ist die Verwendung des Wortes sodomy für Homosexualität bis heute üblich. In Anlehnung an die Gesetze der betroffenen Staaten, den sodomy laws, findet dieser Ausdruck in dieser Liste bis in die Neuzeit Verwendung.

## Ur- und Frühgeschichte
12000 vor Christus
Die Menschen, die im ausgehenden Jungpaläolithikum lebten, haben Artefakte und Kunstgegenstände hinterlassen, die im Sinne der gleichgeschlechtlichen Erotik gedeutet worden sind. Beispiele sind unter anderen einige Höhlenmalereien und hunderte phallischer „Stäbe“. Darunter befindet sich ein geschnitztes Objekt aus Gorge d’Enfer im heutigen Frankreich, bei dem zwei Penisse mit jeweils klar erkennbarer Eichel und Harnröhre in einem Winkel von etwa 120° zusammenkommen, ähnlich einem modernen Doppeldildo, der von zwei Frauen verwendet werden kann. Wozu die phallischen Objekte jeweils konkret gedient haben, lässt sich heute nur noch vermuten. Aufgrund von Berichten über gleichgeschlechtliche Beziehungen, besonders ritueller Päderastie, bei steinzeitlichen Naturvölkern der Neuzeit in Ozeanien und Afrika geht man davon aus, dass es dies schon im Paläolithikum gegeben haben kann.
5000 vor Christus
Ein mögliches Beispiel homosexueller Erotik in der Kunst der europäischen Mittelsteinzeit könnte eine in der Grotte von Addaura auf Sizilien gefundene Zeichnung darstellen, auf der neun Männer und Frauen um zwei „fliegende“, springende oder auf einem virtuellen Boden liegende Männer in ungewöhnlicher Pose und mit erigierten Penissen tanzen. Die Idee eines gleichgeschlechtlichen Aktes kam schon ihrer Entdeckerin Jole Bovio Marconi 1953 in den Sinn, Chiappella deutete es 1954 als Initiationsritual und Blanc 1954 als rituelle Strangulierung. Andere bringen die zwei Körper in ungewöhnlichen Posen und die Striche dazwischen mit französisch-kantabrischer Kunst zusammen und sehen es einfach als verletzte oder tote Menschen. Wieder andere sehen sie als „Artisten“.

## Altertum

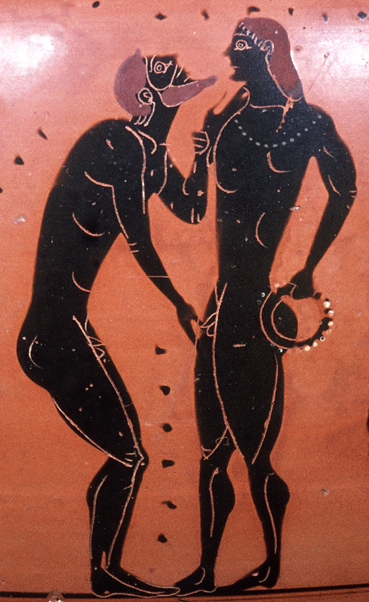
Päderastische Werbungsszene (6. Jhd. v. Chr., Staatliche Antikensammlung, München)

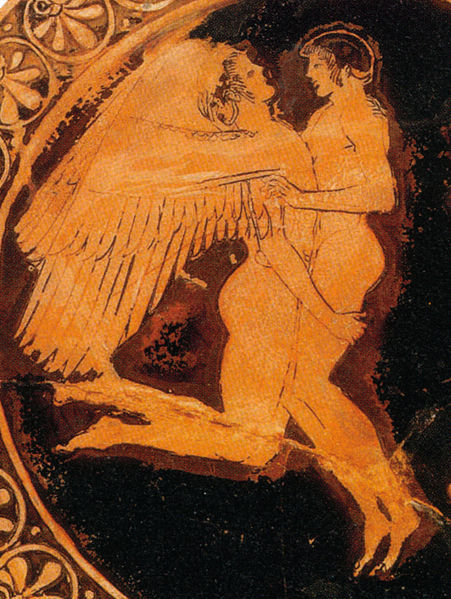
Zephyr und Hyacinth (ca. 490–480 v. Chr.)

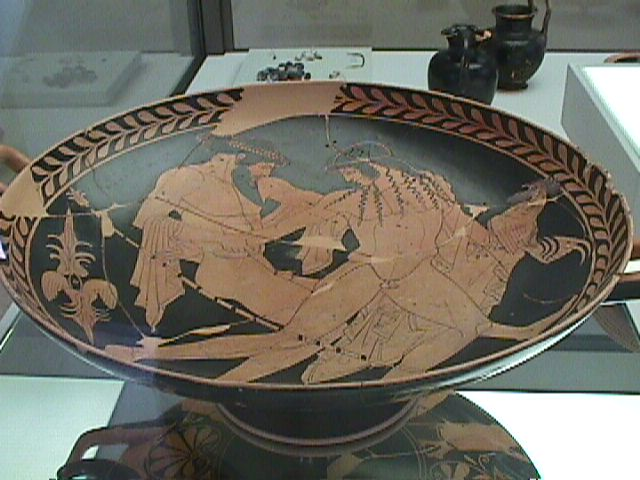
Zeus entführt Ganymed (ca. 470 v. Chr.)

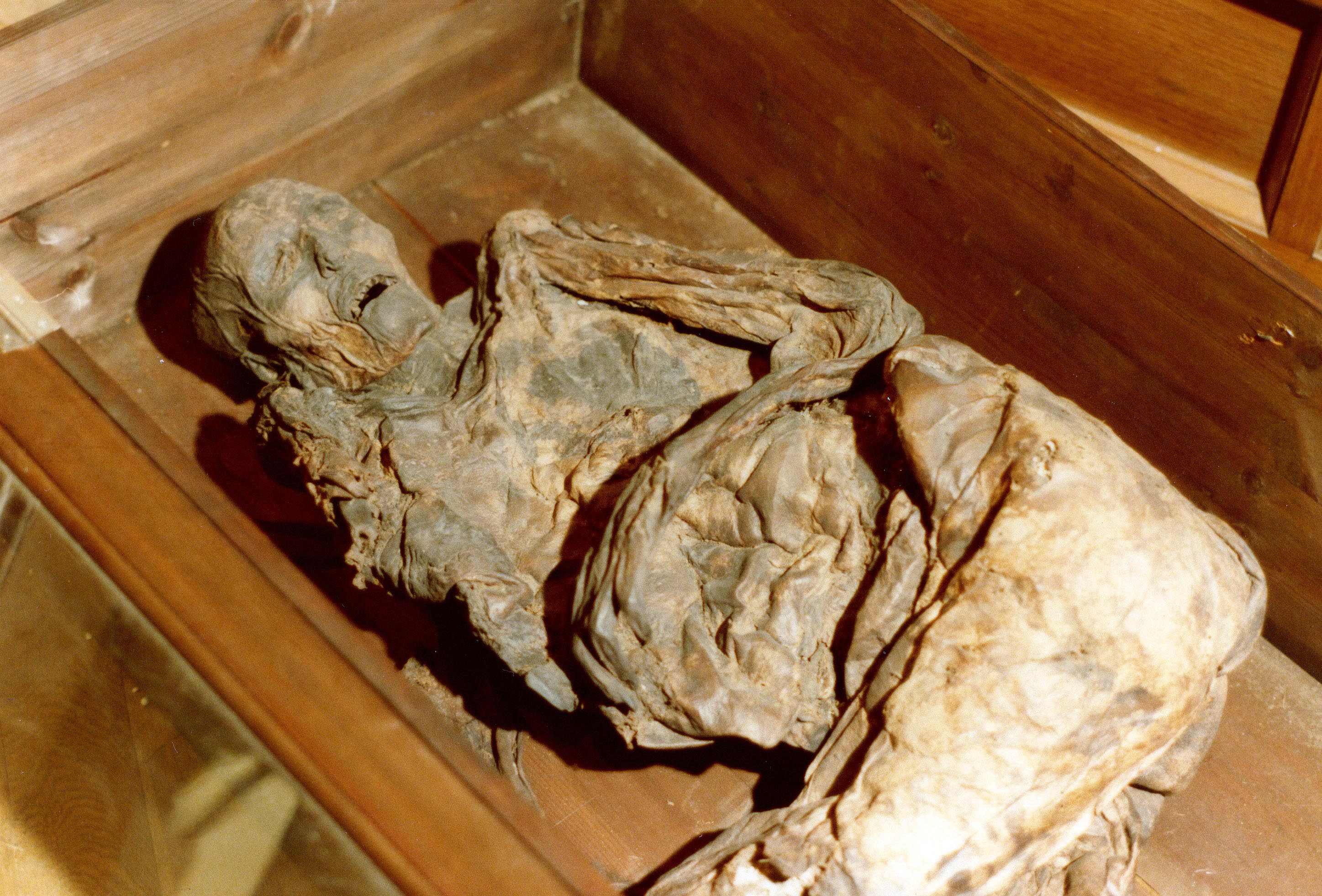
Eine Moorleiche aus Dänemark, der „Mossliket Huldremosekvinnan“

| Geschichte der Homosexualität in der Antike |
| ------------------------------------------- |
| Homosexualität im Alten Ägypten             |
| Homosexualität im antiken Griechenland      |
| Homosexualität im Römischen Reich           |
| Homosexualität bei den Kelten               |

Um 2500 vor Christus
Im Sumerischen Reich entsteht das älteste heute bekannte Werk der Dichtung, der Gilgamesch-Epos, in dem unter anderem die homoerotisch gefärbte Beziehung zwischen König Gilgamesch und Enkidu thematisiert wird.
Um 2350 vor Christus
Das Grab von Chnumhotep und Nianchchnum wird in Ägypten während der 5. Dynastie fertiggestellt. Nach Ansicht einiger Forscher könnten diese beiden Männer Liebhaber gewesen sein, was damit der erste Nachweis für eine homosexuelle Beziehung wäre.
Um 2200 vor Christus
Im Ägypten der 6. Dynastie deutet ein Chronist eine heimliche Liebesbeziehung zwischen dem Pharao Nefer-ka-Re und dem General Sasenet an.
Um 1750 vor Christus
Im babylonischen Codex Hammurapi werden männliche Palastsklaven, sogenannte „Girsequm“, erwähnt, deren Aufgabe es ist, Männern sexuell zu dienen.
Um 1700 vor Christus
Ein Papyrusfragment aus dem ägyptischen el-Lahun erzählt die Geschichten von Horus und Seth, in der Horus von Seth vergewaltigt wird, um von diesem gedemütigt zu werden.
Um 1000 vor Christus
Mutmaßliche Entstehung bzw. erste Niederschrift der Genesis (des 1. Buch Mose), die die Geschichte von Sodom und Gomorra enthält. Danach wurden die beiden mythischen Städte unter einem Regen aus Feuer und Schwefel begraben, weil sie der Sünde anheimgefallen waren, wobei zu den Sünden der Sodomiten laut Gen 18+19  die Vergewaltigung männlicher Durchreisender gehört habe. Darauf nahm im Mittelalter die Bezeichnung Sodomie (für Homosexualität) Bezug.
Um 700 vor Christus
Im Shijing, einer chinesischen Gedichtsammlung, sind Verse aufgeführt, die die Bewunderung und die Zuneigung zu starken, schönen Männern beschreiben.
7. Jahrhundert vor Christus
630 v. Chr.: Von dorischen Aristokraten auf Kreta werden Regeln für formelle päderastische Beziehungen zwischen erwachsenen Prinzen und männlichen Heranwachsenden geschaffen. Die Zielsetzung war einerseits, die Jugend zu erziehen und andererseits, das Bevölkerungswachstum zu reduzieren. Die griechische Päderastie hat die Entwicklung des Sports, der Literatur, Politik, Philosophie, Kunst und der Kriegsführung beeinflusst, was einige veranlasst zu behaupten, dass dies Ursache einer kulturellen Blütezeit war, verbunden damit das antike griechische Gymnasion und die athletische Nacktheit. Der Dichter Alkman beschreibt in einer Chorhymne die rituelle Hochzeit zweier junger Frauen, Agido und Hagesicora; die beiden schwören sich unempfindlich gegenüber den Verlockungen der schönen und jungen Frauen ihrer Gruppe, der Thiasos, zu bleiben.
6. Jahrhundert vor Christus
Um 600 v. Chr.: In der Stadt Alt-Thera auf der Insel Santorin (damals „Thera“) hinterlassen Männer sehr eindeutige Inschriften an einer Steinwand, in denen sie den Geschlechtsverkehr mit Jünglingen beschreiben, möglicherweise war dies ein Initiationsritus.
594 v. Chr.: Dem athenischen Staatsmann Solon wird ein Gesetz zugeschrieben, das die Prostitution von freigeborenen männlichen Athenern verbietet; Bordelle, in denen Jungen (Sklaven) angeboten werden, sind hingegen staatlich anerkannt und werden wie heterosexuelle Bordelle besteuert.
Um 520 v. Chr.: Anakreon widmet ein Gedicht dem „Mädchen von Lesbos“, das sich dem Dichter verweigert und stattdessen eine Frau erwählt. Dadurch bildet sich im Zusammenhang mit Sappho, die auf Lesbos geboren wurde und in ihren Dichtungen unter anderem die Liebe zwischen Frauen beschreibt, der Begriff Lesbierin.
514 v. Chr.: Hipparchos, der vermutlich in Harmodios verliebte Tyrann von Athen, wird von Harmodios und seinem Liebhaber Aristogeiton ermordet.
5. Jahrhundert vor Christus
Um 500 v. Chr.: Mizi Xia erringt die Gunst des Herrschers von Wei, der ihn zurückweist, als seine Schönheit nachlässt. Durch Mizi Xias dennoch ungebrochene Liebe und Loyalität wird sein Name für lange Zeit Bestandteil der chinesischen Sprache, „Mizi Xia“ bezeichnet einen Mann, der Männer liebt.
Um 450 v. Chr.: In Palästina wird der Levitikus durch Aufnahme in die Tora Teil des jüdischen Gesetzes; gleichgeschlechtliche Sexualität wird mit der Todesstrafe bedroht
4. Jahrhundert vor Christus
Um 400 v. Chr.: Erinna von Telos verfasst ein Gedicht, in dem sie den Tod ihrer Freundin Baucis betrauert. Möglicherweise war Erinna eine Zeitgenossin Sapphos und Baucis eine ihrer Schülerinnen.
387 v. Chr.: Bei Platons Symposium stellt Aristophanes eine Theorie des „dritten Geschlechts“ vor, die vermutlich die erste Theorie zur sexuellen Orientierung darstellt. Platons Symposion enthält auch eine berühmte Schilderung von Sokrates’ Verhältnis zu Alkibiades.
346 v. Chr.: In Athen wird der prominente Bürger Timarchos durch die von Aischines gehaltene Rede „Gegen den Timarchos“ diskreditiert, vornehmlich weil er sich als junger Mann homosexuell prostituiert hat; ein Hinweis auf eine Tendenz der Athener, die anale Penetration von männlichen Bürgern abzulehnen, im Gegensatz zu der erlaubten Penetration von Frauen, männlichen Ausländern und Sklaven.
338 v. Chr.: Die Heilige Schar von Theben, eine angeblich aus 150 männlichen Liebespaaren bestehende unbesiegte Eliteeinheit wird von den Truppen Philip des II. von Makedonien vernichtet, der ihren Verlust betrauert und ihre Ehre preist
2. Jahrhundert vor Christus
Etwa ab 200 v. Chr.: In der Kultur der Moche in Peru entstehen figürliche Keramiken, die gleichgeschlechtliche Sexualität zwischen Frauen oder Männern darstellen; besonders oft tritt der Analverkehr als Thema auf.
Ab 200 v. Chr.: In Indien verfassen brahmanische Philosophen das Manusmriti, ein Gesetzbuch, in dem unter anderem der Glaube manifest wird, dass erotische Gedanken und Handlungen den Geist und den Charakter schwächen; nach gleichgeschlechtlichen sexuellen Handlungen wird für „Zweimalgeborene“ (vgl. Kaste) ein rituelles Bad empfohlen, um den „Schmutz“ dieser Akte abzuwaschen. Es ist Frauen untersagt, mit Jungfrauen sexuelle Kontakte zu pflegen, Frauen an sich ist es jedoch erlaubt
Um 200 v. Chr.: Im indischen Epos Ramayana wird eine weibliche homoerotische Beziehung beschrieben. Im Padma Purana wird das „dritte Geschlecht“ beschrieben, ebenso der (in der Sage) erfüllte Wunsch eines Mannes, als Frau zu leben
Um 150 v. Chr.: Polybios berichtet, dass gleichgeschlechtlicher Sexualkontakte unter Soldaten in der römischen Armee zur Zeit der Republik durch das supplicium fustuarium geahndet wurde, eine Prügelstrafe, die häufig mit dem Tod des Bestraften ihr Ende fand.
1. Jahrhundert vor Christus
Um 50 v. Chr.: In Rom schreibt Catull erotische Gedichte, neben der Beschreibung einer Affäre zu einer Frau namens Lesbia widmet er acht seiner Gedichte seinem jungen Geliebten Iuventius.
Um 40 v. Chr.: Der griechische Geograph und Historiker Strabon beschreibt eine Gruppe samnitischer Frauen, die in Gallien (dem heutigen Frankreich) ohne Männer leben und für ihren Gott Dionysos geheime Rituale untereinander vollziehen.
Um 30 v. Chr.: In Rom beschreiben die Poeten Virgil und Horaz die erotische Anziehungskraft beider Geschlechter; Virgils 2. Ekloge, die Geschichte der unerfüllten Liebe des Schäfers Corydon zu dem Sklavenjungen Alexis wird das bekannteste homoerotische Gedicht der römischen Antike.
1. Jahrhundert nach Christus
1 n. Chr.: In China ernennt Kaiser Ai Di (Han-Dynastie) auf seinem Totenbett seinen Liebhaber Dong Xian zu seinem Nachfolger (oder Marschall), Dong Xian nimmt sich jedoch kurz nach dem Tod des Kaisers das Leben; eine Liebesgeschichte, die sich um die beiden rankt, hält unter dem Begriff „der abgeschnittene Ärmel“ (duanxiu) Einzug in die chinesische Sprache und bezeichnet die homoerotische Liebe
Um 40 n. Chr.: Der hellenistisch-jüdische Philosoph Philon von Alexandria ist einer der ersten, der alle nicht-reproduktiven sexuellen Praktiken, insbesondere die homosexuellen, verdammt. Männer, die sich feminin kleiden oder sich wie eine Frau verhalten, sind zu bestrafen
Um 50 n. Chr.: Dorotheos von Sidon, ein hellenistisch-römischer Astrologe, beschreibt innerhalb der bisexuellen römisch-hellenistischen Kultur die ausschließliche gleichgeschlechtliche Neigung von Männern und Frauen als Folge ihres Geburtshoroskopes.
54 n. Chr.: Nero wird Kaiser Roms. Er heiratet zwei Männer in offiziellen Zeremonien und wenigstens einem seiner Ehepartner wurden dieselben Ehren zuteil, die einer kaiserlichen Gemahlin zugestanden hätten. Von zeitgenössischen Schriftstellern wurde dieses Verhalten kritisiert.
Um 60 n. Chr.: Im ersten Römerbrief (Röm 1,26–27 ) und etwas weniger deutlich im ersten Korintherbrief (1 Kor 6,9 ) verbreitet Paulus seine Theorie, gleichgeschlechtliches Begehren wäre die Folge eines falschen Gottesverständnisses; die Auslegung wird heute diskutiert. In Rom verfasst Petronius den satirischen Roman Satyricon, in dem er die Vorstellungen, den Lebensstil und die Bisexualität seiner liberalen Zeitgenossen beschreibt.
Um 80 n. Chr.: Der römische Dichter Martial verfasst das erste seiner 14 oder 15 Bücher, in denen mehrere hundert satirischer und unterhaltsamer Epigramme das Alltagsleben der Römer beschreiben – unter anderem Männer, die mit Jungen oder anderen Männern verkehren – und in vielen Gedichten Frauen, die mit Frauen gleichgeschlechtliche Beziehungen pflegen.
91 n. Chr.: Der jüdische Historiker Flavius Josephus unterstützt die Verbreitung des Gedanken, dass „gleichgeschlechtliche Unzucht“ die Sünde und damit die Ursache für die Zerstörung von Sodom und Gomorra war; vor allem dank seiner, aber auch einiger anderen Schriften hält der Begriff „Sodomie“ Einzug in die griechische und lateinische Sprache.
98 n. Chr.: Trajan, einer der beliebtesten römischen Kaiser, beginnt seine Herrschaft. Trajan war bekannt für seine Homosexualität und seinen Hang zu jungen Männern. Der König von Edessa, Abgarus, nutzte dies zu seinem Vorteil und sandte, nachdem er sich einmal den Ärger Trajans zugezogen hatte, erfolgreich seinen gut aussehenden Sohn, um sich zu entschuldigen.
Frühestens 98 n. Chr.: Publius Cornelius Tacitus berichtet im 12. Kapitel seines ethnographischen Werks De origine et situ Germanorum über verschiedene Hinrichtungspraktiken bei den östlich des Rheins und nördlich der Donau siedelnden germanischsprachigen Völkerschaften. Demzufolge seien ignavi („Feiglinge“), imbelles („Kampfunwillige“) und corpore infames („körperlich schändlich“) durch Versenken im Moor bestraft worden. Die Deutungen der letzten Opfergruppe reichen von Selbstverstümmlern über körperlich Behinderte bis zu „widernatürlicher Unzucht“, also gleichgeschlechtlichem Verhalten oder sexuellen Kontakt mit Tieren. Es kann sein, dass nur Vergehen während des Kriegszustandes geahndet wurden, andererseits sehen einige Forschungen eine allgemeine, systematische Homosexuellenverfolgung bei den Germanen, die sich aus religiöser Furcht speist und sich über lange Zeiträume hinzog. Den Ergebnissen der aktuellen Moorleichenforschung zufolge scheint es sich bei der entsprechenden Passage jedoch um einen Bestandteil der Interpretatio Romana zu handeln, d. h. um einen Vergleich römischer Verhältnisse mit solchen bei germanischsprachigen Völkern bzw. um eine Übertragung römischer Sexualvorstellungen auf die angebliche Rechtspraxis bei den Einwohnern des rechtsrheinischen Barbaricums. Spätere griechische und römische Autoren berichten im Gegensatz zu Tacitus davon, dass bestimmte Erscheinungsformen gleichgeschlechtlichen Sexualverhaltens bei einigen germanischsprachigen gentes verbreitet gewesen seien und zumindest toleriert wurden. (→ Moorleiche)
2. Jahrhundert nach Christus
Um 100 n. Chr.: Plutarch schreibt seine griechischen Essays und Biographien, die in späteren Zeiten die Meinung über gleichgeschlechtliche Sexualität stark beeinflussen werden; neben anderen relevanten Punkten beschreibt er auch die Mann-Mann- und Mann-Jünglings-Beziehungen berühmter Griechen und Römer, die Frau-Mädchen-Beziehungen in Sparta und die Illusion, dass es im Tierreich keine gleichgeschlechtlichen Handlungen gebe.
Um 120 n. Chr.: Juvenal zielt mit seinen Satiren unter anderem auf Männer in gleichgeschlechtlichen Ehen, Gigolos, die vorgeben, weiblich zu sein, um zu den Frauen ihrer Liebhaber zu gelangen, schamlose Frauen aus der Oberschicht, die halböffentlich Sex mit anderen Frauen haben und andere Typen, die seiner Meinung nach in Rom viel zu häufig vorkommen.
Oktober 130 n. Chr.: Kaiser Hadrian betrauert das Ertrinken seines Liebhabers Antinoos. Die etwa 100 gefundenen Marmorbildnisse des Geliebten zeigen den vom Kaiser angeordneten Kult zu seiner Vergöttlichung.
Um150 n. Chr.: Artemidorus Daldianus interpretiert in der Oneirokritika sexuelle Akte zwischen Männern als natürlich, während er die zwischen Frauen als widernatürlich beschreibt.
Um 160 n. Chr.: In den Hetairikoi dialogoi (Hetärengesprächen) gibt Lukian einen Einblick in das homoerotische Erleben von Frauen in der Antike; er erwähnt Frauen, die ausschließlich mit Frauen sexuelle Beziehungen führen.
177 n. Chr.: Athenagoras von Athen erklärt Päderasten und Ehebrecher zu Feinden des Christentums, zu bestrafen mit der Exkommunikation, der höchsten kirchlichen Strafe dieser Zeit, in der die Christen selbst noch verfolgt werden.
193 n. Chr.: In Palästina stellt der Rabbi Jehuda ha-Nasi die Mishna als Ergebnis langer religionsgesetzlicher Diskussionen zusammen, die als Teil des Talmud ein wesentlicher Text des Judentums wird, in der die Entscheidung festgehalten wird, dass Mann-männlicher Verkehr mit der Steinigung zu bestrafen sei. In China legen einige Geschichtsbücher nahe, dass es im Kaiserpalast leidenschaftliche Beziehungen zwischen Frauen gab.
3. Jahrhundert nach Christus
Um 200: In Oberägypten wird ein Zauberspruch auf Papyrus von einer Frau namens Sarapias verwendet, um die von ihr geliebte Herais in ihren Bann zu schlagen.
249: Philip der Araber versucht, die männliche Prostitution im Römischen Reich zu verbieten; das Gesetz wird weitgehend ignoriert, eine Steuer auf männliche Prostitution wird jedoch auf Jahre hinaus in vielen Teilen des Reichs eingetrieben.
275: Im China der westlichen Jin-Dynastie ist es gebräuchlich, homoerotische Beziehungen neben der einzigen (reproduktiven) heterosexuellen Beziehung zu führen.
4. Jahrhundert nach Christus
305/306: Päderastie wird von der Synode von Elvira verdammt.
314: Das Konzil von Ancyra (heute Ankara in der Türkei) folgt im Kanon 16 und 17 den Lehren der frühen Kirchenväter; die Unzucht wird gemeinsam mit etlichen anderen sexuellen Sünden unter Strafe gestellt und sexuelle Handlungen unter Männern mit Exkommunikation bedroht.
325: Das Konzil von Nicäa wendet sich gegen die Ansichten der Synode von Elvira (305/306).
342: Die Söhne des Kaisers Konstantins, Constans und Constantius II. veranlassen ein Gesetz, das von Historikern als Verbot der männlichen Prostitution, Mann-Mann-Eheschließung oder am strengsten als Verbot der gleichgeschlechtlichen Liebe zwischen Männern im Gesamten unterschiedlich interpretiert wird.
Um 380: Der Heilige Georg ordnet die Verbrennung von Sapphos Schriften an.
390: Kaiser Theodosius I. erlässt ein Gesetz gegen die Verbreitung der Feminisierung unter Männern, die mit einer öffentlichen Verbrennung bestraft wird; das Gesetz scheint überwiegend auf transgeschlechtliche männliche Prostituierte Anwendung zu finden. In Thessaloniki verhaftet ein lokaler Befehlshaber einen beliebten und für seine feminine Art bekannten Wagenlenker, es kommt zu einem Aufruhr und angeblich werden innerhalb von sieben Stunden 3000 Menschen bei dem Massaker von Thessaloniki durch das Militär getötet.
5. Jahrhundert nach Christus
Um 400: Im Kama Sutra wird neben dem dritten Geschlecht, verschiedenen Typen Homosexueller, Transgeschlechtlicher, Transvestiten auch die lesbische Liebe im Harem beschrieben.
438: Beim Erlass des Codex Theodosianus ergänzt Theodosius II. die römischen Gesetze, die den Mann-Mann-Geschlechtsverkehr regeln; alle, die ihren „männlichen Körper der Verdammnis anheim geben“, werden mit dem Tod durch Verbrennung auf dem Scheiterhaufen bedroht.

## Mittelalter

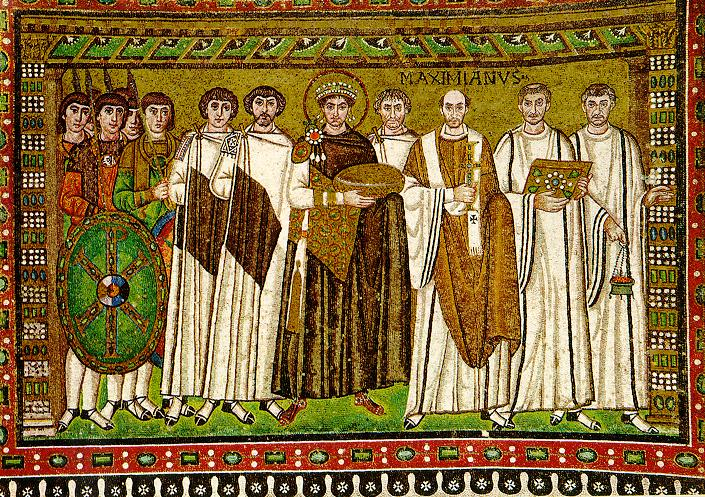
Justinian I. (Mosaik, 6. Jhd., Ravenna)

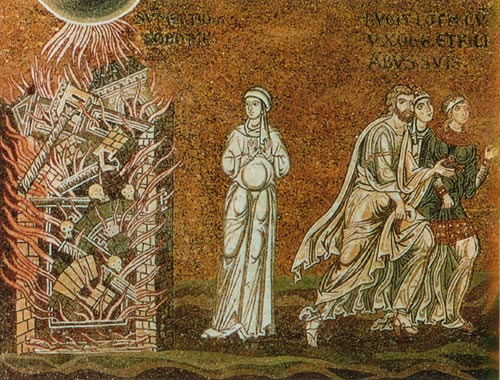
Die Zerstörung Sodoms (Mosaik, 12. Jh., Palermo)

6. Jahrhundert nach Christus
506: Im frühmittelalterlichen westgotischen Spanien erlässt Alarich II. die Lex Romana Visigothorum, die Sexualität zwischen Männern wird kriminalisiert, allerdings bleibt sie außerhalb Spaniens in fast ganz Europa legal und einigermaßen akzeptiert.
538 und 559: Die Novellen 77 und 141 des Codex Iustinianus verbieten die gleichgeschlechtliche Sexualität im byzantinischen Imperium. In diesem Punkt stellen sich allerdings die Bevölkerung von Konstantinopel und anderer byzantinischer Städte sowie die Laienchristen gegen Justinian I. und Theodora I. Deren Versuche, mit Hilfe dieses Gesetzes ihre Rivalen zu verfolgen, werden von der Öffentlichkeit verhindert.
7. Jahrhundert nach Christus
Um 650: In den Texten des Koran wird Analverkehr zwischen Männern zwar an einigen Stellen negativ beurteilt, ob sich daraus eine Strafbarkeit der Homosexualität ergibt, ist Frage der jeweiligen und epocheeigenen Auslegung.
8. Jahrhundert nach Christus
Um 700: In den vorangegangenen zwei Jahrhunderten in Wales und Irland entwickelte Beichthandbücher für Priester finden Verbreitung in ganz Westeuropa; gleichgeschlechtliche Handlungen zwischen Männern sind immer unter den Sünden gelistet, ab etwa 700 n. Chr. ist diese auch unter Frauen aufgeführt; die Strafe für diese Sünden ist üblicherweise jedoch nicht höher als für Ehebruch.
720: Eine der Erzählungen des japanischen Nihonshoki beschreibt eine Verdunklung der Sonne, weil zwei männliche sich liebende Priester in einem Grab bestattet wurden; die Naturkatastrophe endet, sobald die beiden in getrennten Gräbern liegen.
9. Jahrhundert nach Christus
800–900: Während der Karolingischen Renaissance gibt es einige Werke vielschichtiger homoerotischer Dichtung. Der Abt Alkuin von York schrieb Liebesgedichte an andere Mönche. Es gibt kein karolingisches Gesetz, das die gleichgeschlechtliche Sexualität unter Strafe stellt.
Um 800: Während des Kalifats der Abbasiden tauchen, insbesondere in den Versen von Abu Nuwas, häufig homoerotische Gedichte auf; Motive sind oft schöne Knaben oder Jünglinge.
806: Kūkai führt mit dem Shingon-Buddhismus den „chinesischen Brauch“, die homoerotische Liebe zwischen Mönchen, ein.
866: Basileios I. wird vom byzantinischen Kaiser Michael III. zum Mitregenten ernannt; es wird angenommen, dass sie eine sexuelle Beziehung hatten; später wird Michael III. von Basileios ermordet, der ihm als Kaiser nachfolgt.
10. Jahrhundert nach Christus
914: In einem Kommentar zu Clemens von Alexandrias Paidogogus wird der Begriff „Frauen, die sich wie Männer verhalten“ erstmals im heutigen Sinne mit dem Ausdruck „Lesbierin“ erklärt.
Um 950: Während der Song-Dynastie erreicht die männliche Prostitution in China ihren Höhepunkt.
11. Jahrhundert nach Christus
1051: Der heilige Peter Damian verfasst das Book of Gomorrah, in dem er mit lebhaften Worten verschiedene gleichgeschlechtliche Sexualpraktiken zwischen Männern beschreibt und feststellt, dass diese besonders unter Priestern weit verbreitet seien. Es gelang ihm nicht, seine Zeitgenossen davon zu überzeugen, dass die „Sodomie“ ein ernstes Problem sei und dass man es aufhalten müsse. Obwohl Papst Leo IX. die „Sodomie“ als schwere Sünde auffasst, weigert er sich so hart durchzugreifen, wie Peter Damain es fordert.
1073: Papst Gregor VII. ordnet an, die Werke von Sappho in öffentlichen Verbrennungen in Rom und Konstantinopel zu vernichten.
12. Jahrhundert nach Christus
Vor 1100: Ivo von Chartres versuchte Papst Urban II. von den Gefahren der männlichen Unzucht zu überzeugen. Ivo beschuldigte den Erzbischof von Tours, Raoul II. (1086–1117), den französischen König Philipp I. dazu bewogen zu haben, John als Bischof von Orléans einzusetzen. John war bekanntermaßen Raouls Liebhaber und hatte auch ein Verhältnis mit dem König, der damit offen geprahlt hatte. Urban II. sah dies nicht als ernsthaftes Problem an und John regierte als Bischof Johann II. von 1096 bis ca. 1125, während sich an der öffentlichen Meinung zu dem weithin bekannten und respektierten Raoul nichts änderte.
1102: Der Rat von London veranlasste Maßnahmen, um sicherzustellen, der englischen Bevölkerung die Sündhaftigkeit der gleichgeschlechtlichen Sexualität bewusst zu machen, obwohl die Öffentlichkeit dieser bis dato recht tolerant gegenüberstand. Dies markiert einen bedeutenden Wechsel der kirchlichen Ansicht zur gleichgeschlechtlichen Erotik, die bislang mehr oder weniger gleichgültig war oder sie nur ganz sachte verurteilte. Damit begann in Europa die „Sodomiterverfolgung“. Seit jeher waren viele Homosexuelle in den Laienpriesterstand getreten oder hatten sich als Mönche dem Zölibat unterworfen – wahrscheinlich war das einer der Gründe für die Veränderung der Haltung gegenüber der gleichgeschlechtlichen Sexualität, die moralische Reformer wie Bernhard von Cluny forderten. Die Verfolgung verschärfte sich jedoch erst in der zweiten Hälfte des 13. Jahrhunderts.
Um 1115: Im Rahmen einer Kampagne, um die Prostitution allgemein zu kontrollieren, verbietet der chinesische Kaiser die männliche Prostitution; dieses Gesetz wird nie wirklich umgesetzt und gerät am Ende der Song-Dynastie in Vergessenheit.
1120: Das Konzil von Jerusalem (Nablus) beschließt die Verbrennung als Strafe für Sodomie.
13. Jahrhundert nach Christus
Um 1200: In der vom Mönch Drogo niedergelegten Geschichte der Heiligen Godelive (oder Godelevae), der Schutzheiligen Flanderns, wird in einem Nebensatz erwähnt, dass Frauen von Natur aus unkontrollierbarer Lust ausgesetzt seien und diese häufig miteinander auslebten, besonders dann, wenn sie ein gemeinsames Bett teilten.
1212: Das Pariser Konzil verbietet Nonnen, im gleichen Bett zu schlafen und befiehlt, nachts immer eine Lampe in den Schlafräumen der Klöster brennen zu lassen.
1234: Papst Gregor IX. folgt den Empfehlungen des Dritten Laterans von 1179 und erlässt ein Dekret, dem zufolge sodomitische Mönche in Klöstern festgesetzt, während Laien exkommuniziert werden sollen. Örtliche Synoden im Norden Frankreichs (beispielsweise Paris, Rouen, Bezier) erlassen ähnliche Regelungen. Einige Orden, z. B. die Dominikaner, Kartäuser und Zisterzienser führen daraufhin Änderungen in ihren Regelwerken ein, die alle den Bau von Gefängnissen für „Sodomiten“ zum Inhalt haben.
1250–1300: Um 1290 wird die Strafbarkeit von gleichgeschlechtlicher Unzucht in den englischen Gesetzen erstmals erwähnt John Boswell sagt über diese Zeit: Between 1250 and 1300, homosexual activity passed from being completely legal in most of Europe to incurring the death penalty in all but a few contemporary legal compilations. (engl. für: „In den Jahren zwischen 1250 und 1300 wurden die bislang im größten Teil Europas völlig legalen homosexuellen Aktivitäten zu einer in den meisten zeitgenössischen Gesetzessammlungen mit der Todesstrafe bedrohten Straftat.“). Diese Ansicht wird von anderen Historikern diskutiert.
Um 1250: Das erste beurkundete Gesetz gegen männliche Unzucht in Skandinavien ist das norwegische „Gesetz des Gulathings“. Schuldig gesprochene Männer sollten aus der Gesellschaft ausgestoßen und zu Vogelfreien erklärt werden.
1252: Thomas von Aquin unterrichtet in Paris und fasst die bislang losen christlichen Schriften in einem einheitlichen Moralsystem zusammen, dabei wird die gleichgeschlechtliche Erotik den widernatürlichen Sexualakten zugeordnet.
1254: In Japan verfasst Tachibana no Narisue den „Kokon Chomonju“ („Sammlung alter und neuer Geschichten“), in dem einige romantische Sagen über die im japanischen Buddhismus verbreiteten Liebe zwischen Mönchen und Jungen enthalten sind.
1256: In Spanien erlässt Alfons X. von Kastilien im siebenten Buch der „Sieben Gesetzbücher“ (Las Siete Partidas) eines der ersten staatlichen Gesetze in Europa, das „Sünden wider die Natur“, also gleichgeschlechtliche und tierische „Sodomie“ zum Kapitalverbrechen erklärt. Es wird im Gesetzestext explizit auf Sodom und Gomorrha verwiesen und das Verbrechen als Gefahr nicht nur für den Einzelnen, sondern als Gefahr für das gesamte Land betrachtet, da Gott dafür Hunger, Pest, Unwetter „und unzählbare andere Übel“ über das Land schickt. Als Strafe ist die Todesstrafe vorgesehen.
1260: Im französischen Orléans wird ein Gesetz erlassen, das gleichgeschlechtliche Akte zwischen Männern oder Frauen unter Strafe stellt. Beim ersten Vergehen werden die Hoden oder die Klitoris entfernt, beim zweiten Verstoß Penis oder die Brüste und nach dem dritten Verstoß droht die Verbrennung auf dem Scheiterhaufen.
Um 1270: In Frankreich werden von dem frommen Ludwig IX., dem Heiligen, neue Gesetze erlassen, nach denen die „Bougerie“, der Analverkehr, zum Kapitalverbrechen wird, das mit der Verbrennung auf dem Scheiterhaufen geahndet wird.
1292: Am 28. September wird der Messerschmied John de Wettre im ostflandrischen Ghent (Gent im heutigen Belgien) wegen sexueller Handlungen mit einem anderen Mann zum Tode durch den Scheiterhaufen verurteilt; dies ist die erste dokumentierte Hinrichtung wegen gleichgeschlechtlicher sexueller Handlungen in Westeuropa.
14. Jahrhundert nach Christus
1308 und 1314: Philipp IV. von Frankreich ordnet die Verhaftung aller Tempelritter an; angeklagt werden sie wegen Ketzerei und Sodomie, allerdings ist die Anklage nur vorgeschoben, um des Reichtums des Ordens habhaft zu werden. Die Anführer der Templer werden 1314 auf dem Scheiterhaufen verbrannt.
1323: In Frankreich wird Arnold von Verniolle, ein Diakon, der Ketzerei und Sodomie verdächtigt; die Niederschrift der Gerichtsverhandlung zeigt, wie ein von Männern angezogener Mann im ländlichen Frankreich gelebt und Partner gefunden hat; er wird zu lebenslanger Kettenhaft bei Wasser und Brot verurteilt.

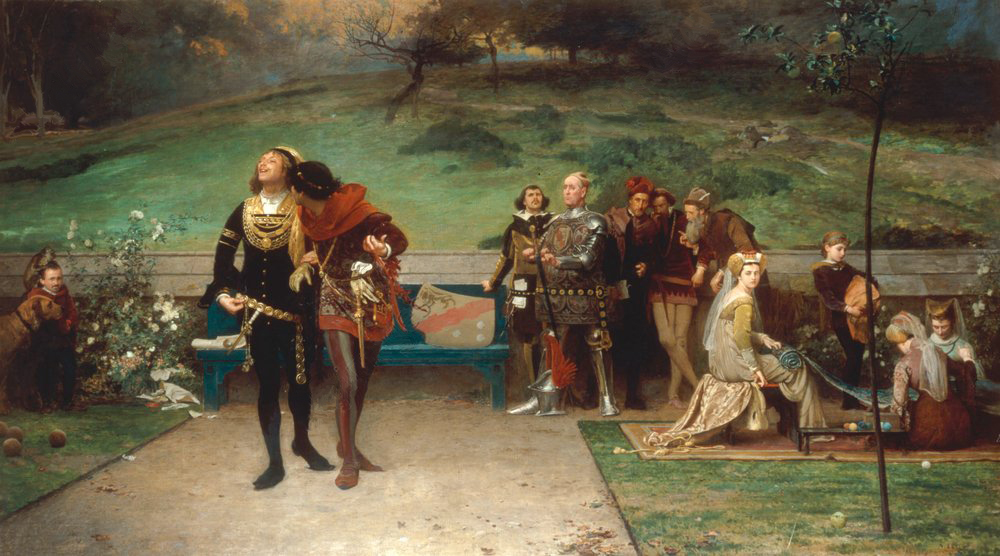
Edward II. und Gaveston, Gemälde von Marcus Stone, 1872

1327: Der seines Amtes enthobene König Edward der II. von England wird der Legende nach durch die anale Einführung eines glühenden Schürhakens getötet. Edward II., der als „Sodomit“ bekannt war, hatte eine ganze Reihe von Auseinandersetzungen mit der englischen Aristokratie, die seinen früheren Geliebten Piers Gaveston, den Earl of Cornwall wiederholt verbannt hatten. Sein Favorit Hugh le Despenser nahm später starken Einfluss auf den König; Hughs Willkürherrschaft führte zu dessen Sturz.
1353: Giovanni Boccaccio schildert in seiner Novellensammlung Decamerone eine Vielzahl von Liebeshändeln, darunter auch homosexuelle, teils Geistliche, teils Bürger betreffend (etwa die Zehnte Novelle des Fünften Tages).
Um 1370: Um 1370 wurden Jan van Aersdone und William Case in Antwerpen, Holland hingerichtet. Die Anklage lautete auf gleichgeschlechtlichen Sex, der verboten war und heftigst verunglimpft wurde. Die Überlieferung ihrer Namen macht Aersdone und Case zu einer Ausnahme. Ein weiteres Paar aus dem 14. Jahrhundert, dessen Namen noch bekannt sind, waren Giovanni Braganza und Nicoleto Marmagna aus Venedig in Italien.
1391: Zwei Frauen und 15 Männer werden in Mechelen, dem heutigen Belgien verhaftet und wegen Sodomie angeklagt, nur einer der Männer wird verurteilt.
15. Jahrhundert nach Christus
April 1424: In Florenz predigt Bernhardin von Siena über drei Tage hinweg gegen die gleichgeschlechtliche Sexualität und andere Formen der Lust, gipfelnd in einer Verbrennung von Kosmetika, Perücken und anderer in diesem Zusammenhang verwendeter Accessoires. Diese Predigten und die anderer Kleriker verfestigen die öffentliche Meinung gegen gleichgeschlechtliche Beziehungen und beeinflussen die Obrigkeiten, Maßnahmen zu deren Verfolgung zu verstärken.
1432: Florenz wird die erste europäische Stadt mit einer eigenen Behörde zur Verfolgung der Sodomie, die „Uffiziali di Notte“ (Offiziere der Nacht) verfolgen in den nächsten 70 Jahren mehr als 10.000 Männer und Jungen; vermutlich wurden 2000 von ihnen überführt und verurteilt, während die meisten durch Zahlung von Strafgeldern weitere Nachforschungen verhindern konnten.
1451: Papst Nikolaus V. erlaubt der päpstlichen Inquisition, männliche Sodomie zu verfolgen.
Um 1475: Nach einer ein Jahrhundert später verfassten Chronik verfolgt der Regent der Inca Cápac Yupanqui im heutigen Peru sehr energisch der gleichgeschlechtlichen Liebe zugetane Männer, verbrennt sie auf öffentlichen Plätzen und zerstört ihre Häuser; die meisten der Verfolgten gehören kürzlich bezwungenen Völkern an.
1476: Leonardo Da Vinci wird zweimal anonym bei den florentinischen Behörden wegen Sodomie angezeigt und wegen Mangels an Zeugen freigesprochen.
November 1494: Girolamo Savonarola kritisiert die florentinische Bevölkerung aufs Schärfste wegen ihrer „abscheulichen Sünden“ (vor allem gleichgeschlechtliche Sexualität und Kartenspiel) und fordert von ihnen, auf ihre Mätressen und „bartlosen Jünglinge“ zu verzichten.
1499: In Spanien ändern König Ferdinand II. und Königin Isabella I. die geltenden Sodomiegesetze; in der neuen Fassung werden schuldig gesprochene Täter nicht mehr kastriert und gesteinigt, sondern auf dem Scheiterhaufen verbrannt, während ihr Vermögen an die Krone fällt. Fernando de Rojas schreibt die „La Celestina“, in der die Hauptfigur eine gerissene alte Frau ist, zu deren Ausschweifungen der Geschlechtsverkehr mit Frauen zählt.

## Neuzeit

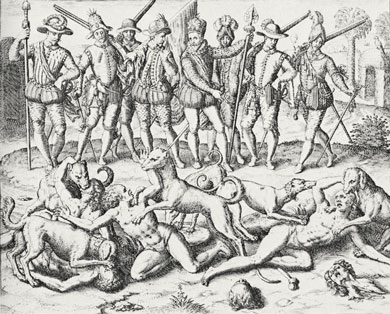
Balboa richtet die Männer wegen ihrer gleichgeschlechtlichen Praktiken hin.

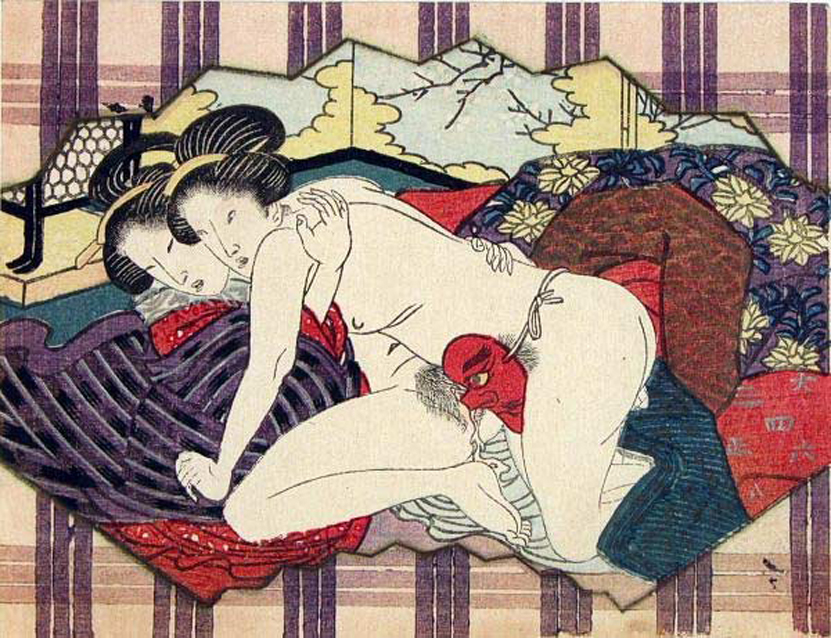
Zwei Japanerinnen

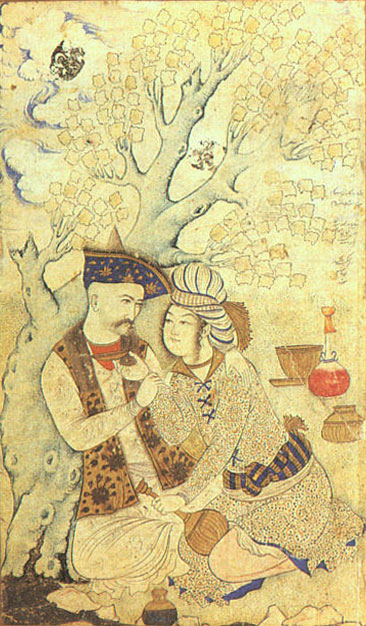
Shah Abbas und ein Diener (1627, Louvre, Paris)

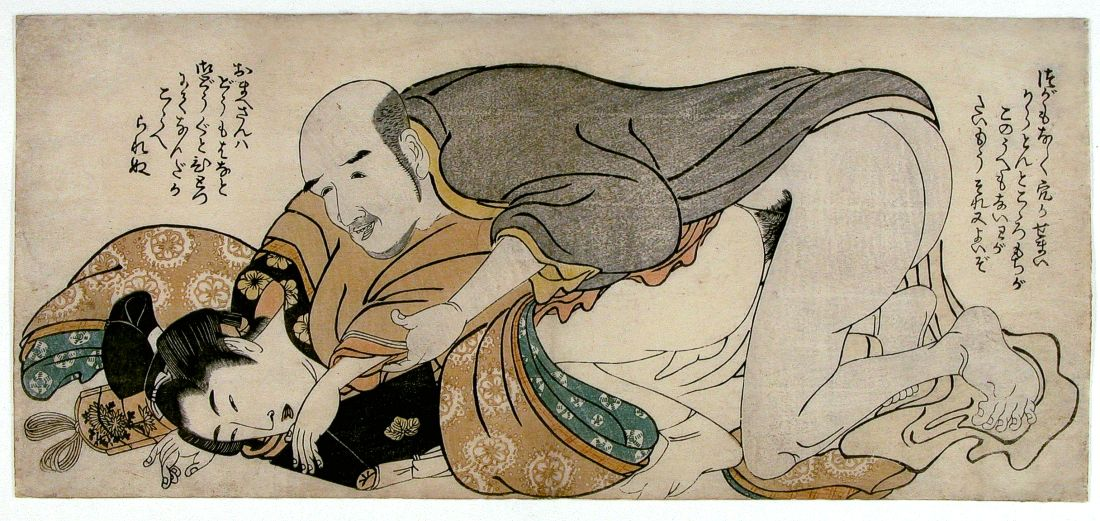
Kitagawa Utamaro: Männliches Paar

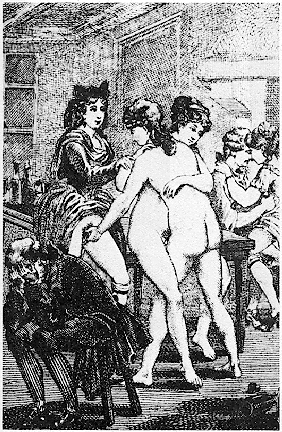
Um 1800: Drei lesbische Frauen

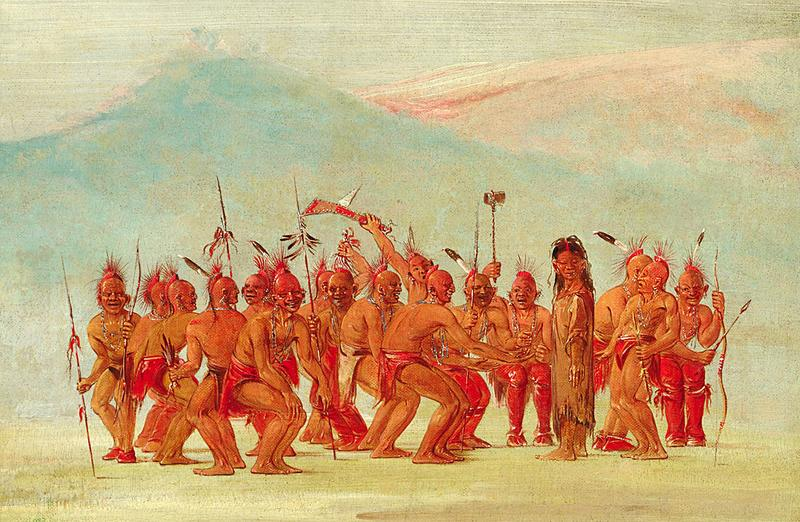
G. Catlin (1796–1872), Dance to the Berdache, zeremonieller Tanz zu Ehren des Berdache (zweigeschlechtlicher Mensch)

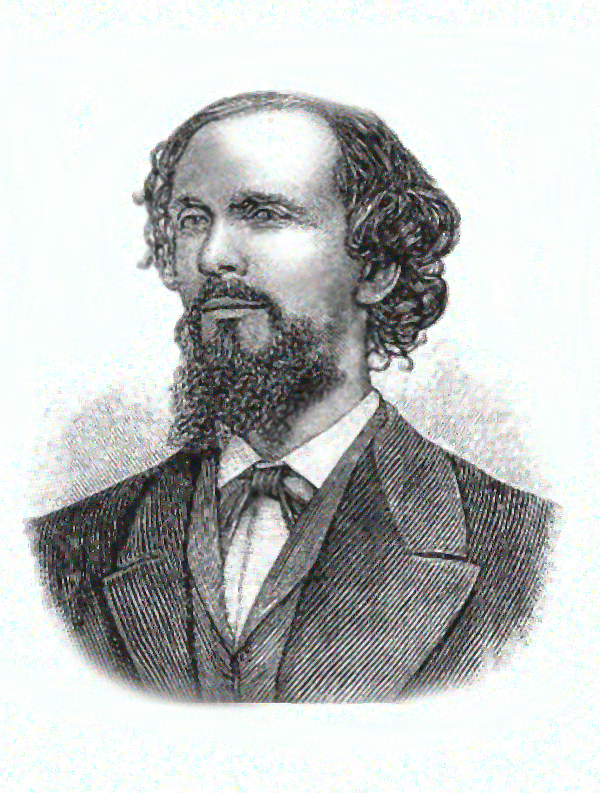
Karl Heinrich Ulrichs (1825–1895) Pionier der LGBT

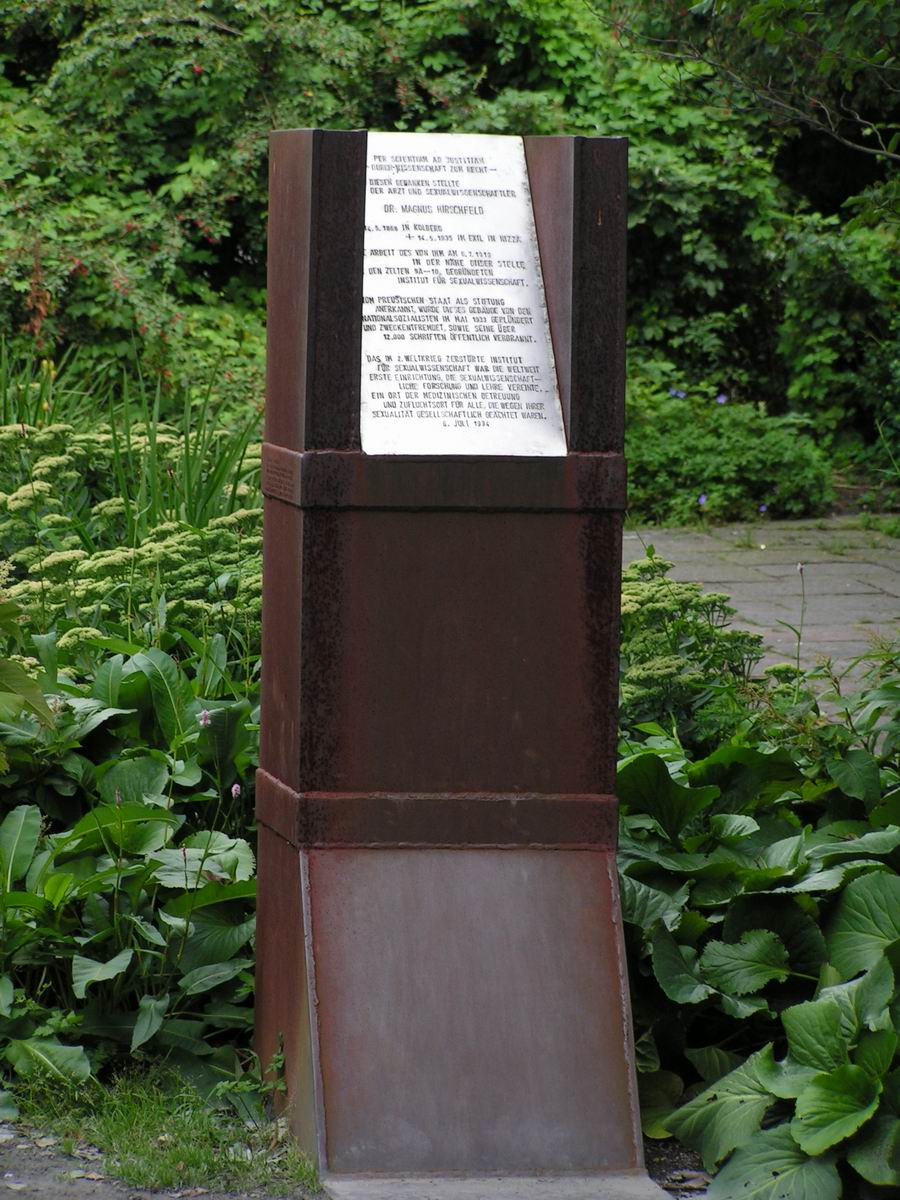
Berliner Gedenktafel für Magnus Hirschfeld (1868–1935), deutscher Arzt und Sexualwissenschaftler

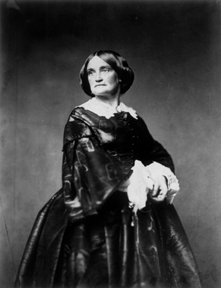
Charlotte Cushman – 1857

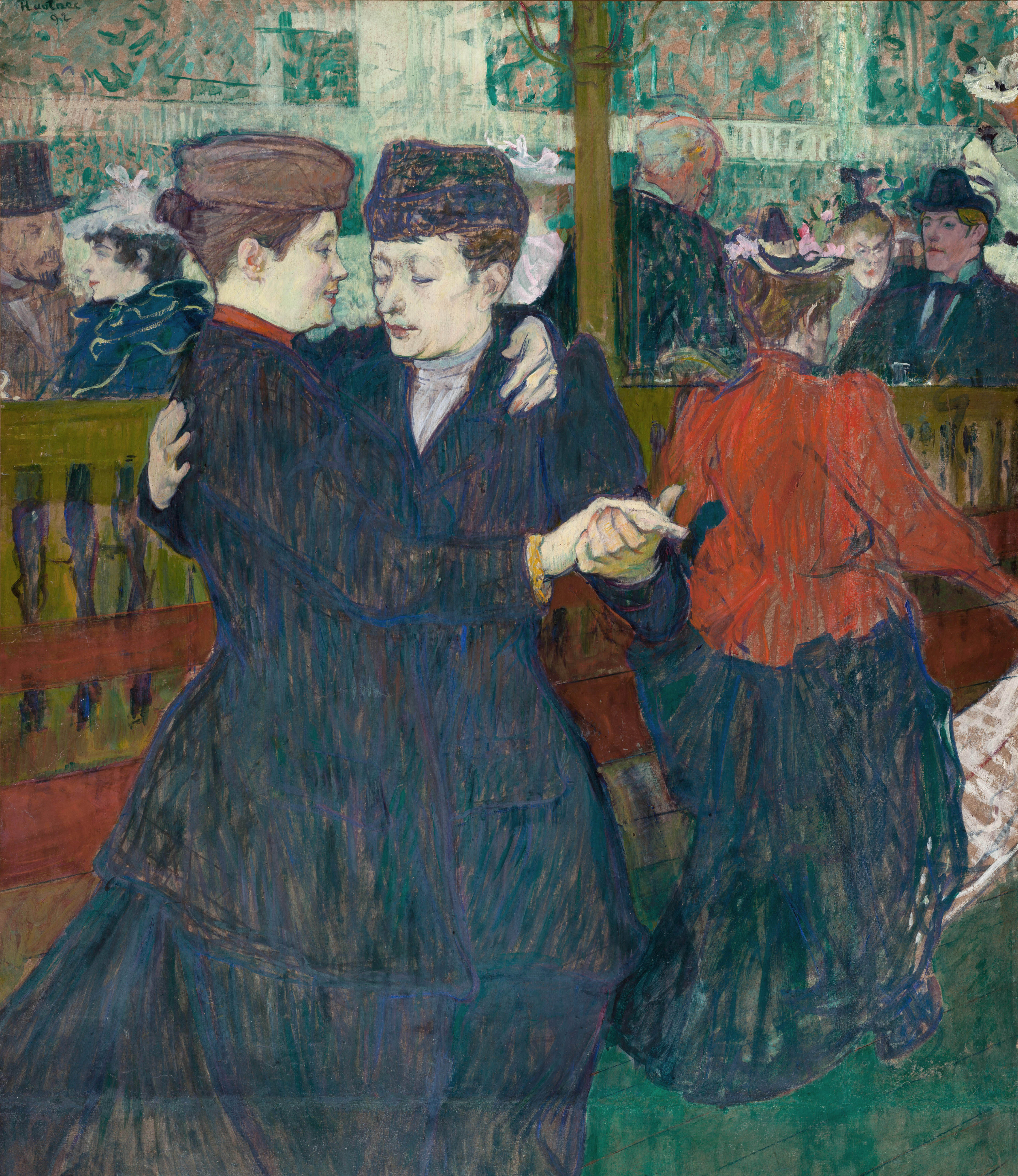
Zwei tanzende Frauen im Moulin Rouge (Henri de Toulouse-Lautrec, 1892)

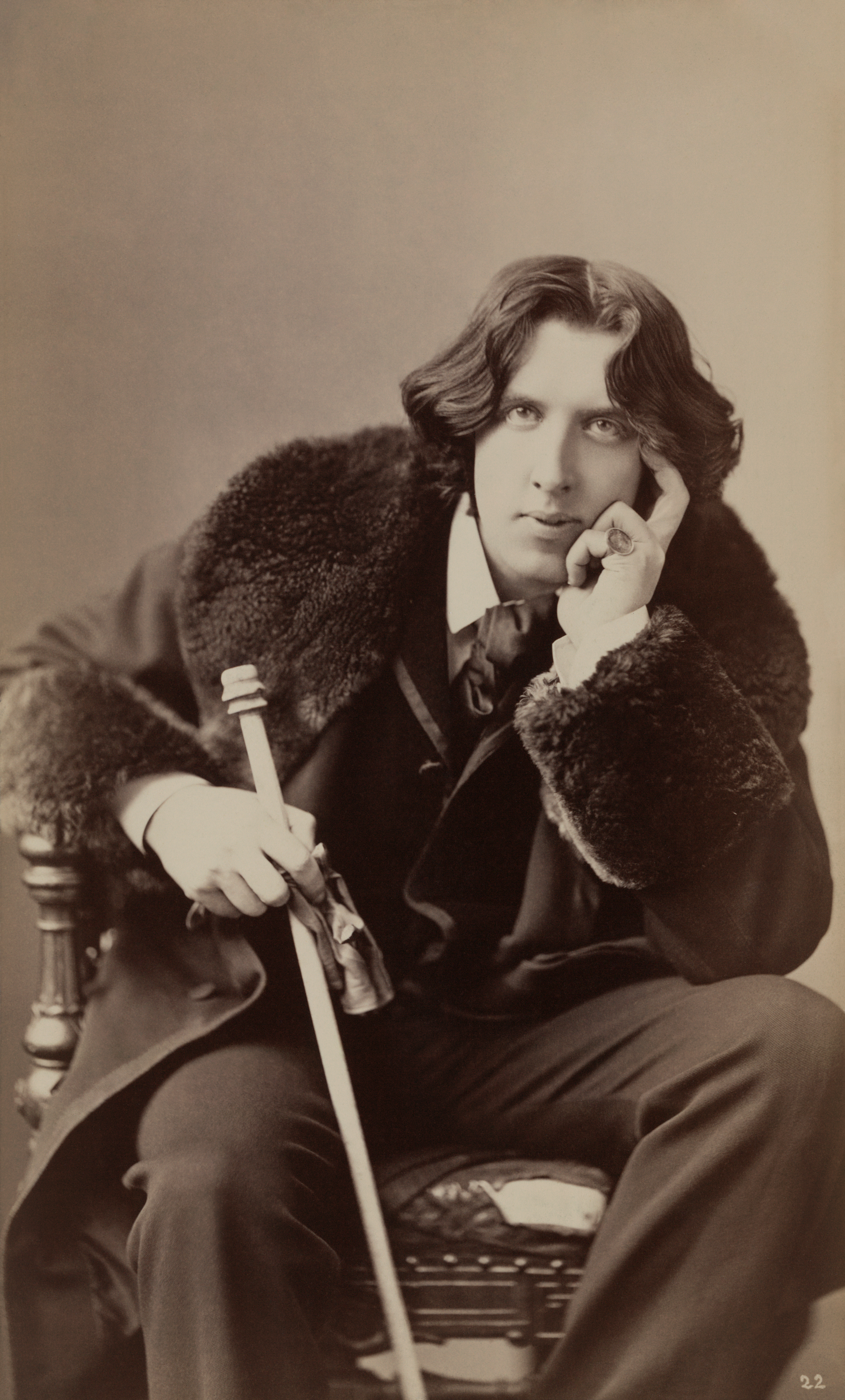
Oscar Wilde, 1854–1900

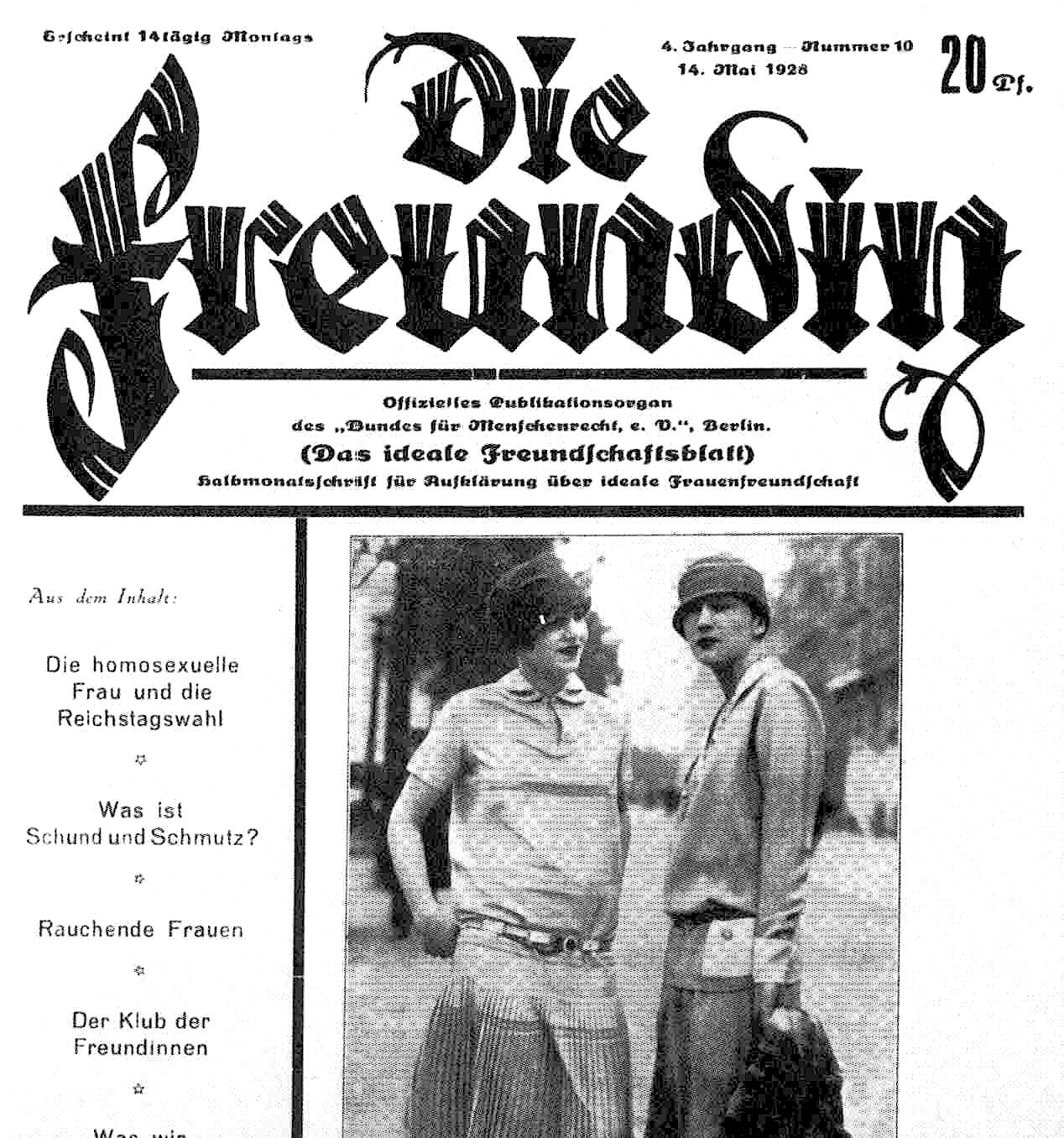
1928 Ausgabe des periodisch erscheinenden Lesbenmagazines Die Freundin (verlegt von Friedrich Radszuweit)

Rosa Winkel

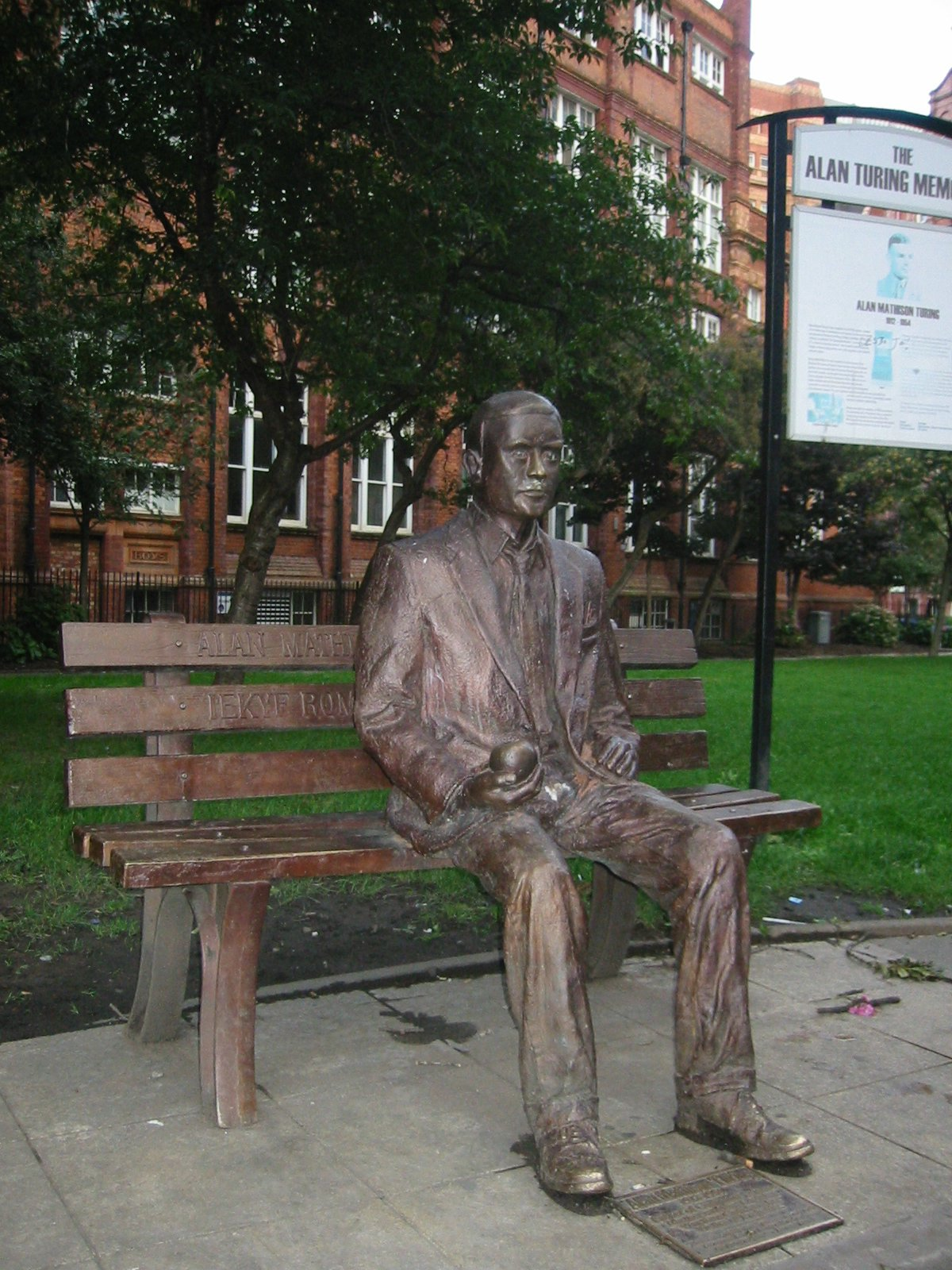
Alan-Turing-Denkmal im Sackville-Park, Manchester

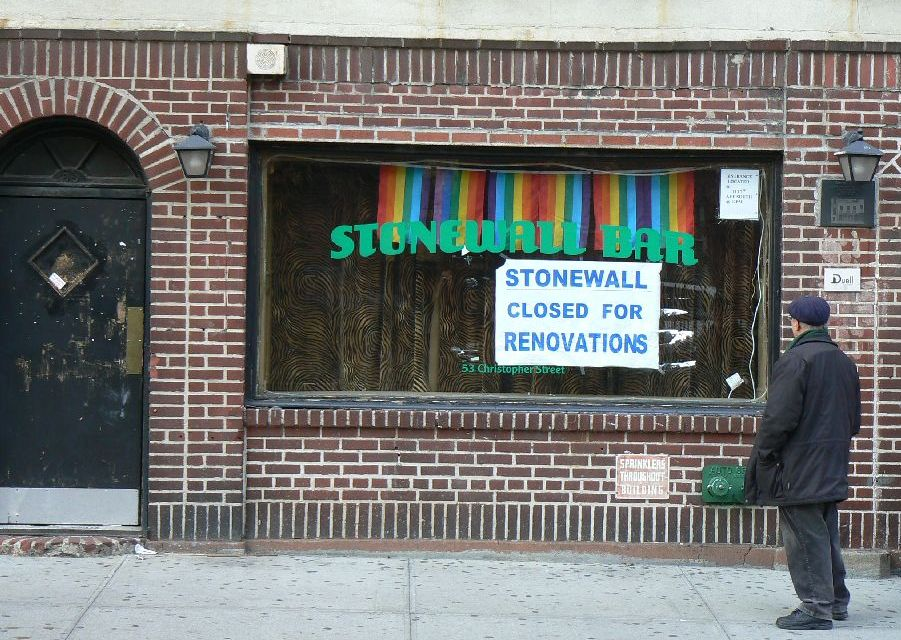
Stonewall Bar

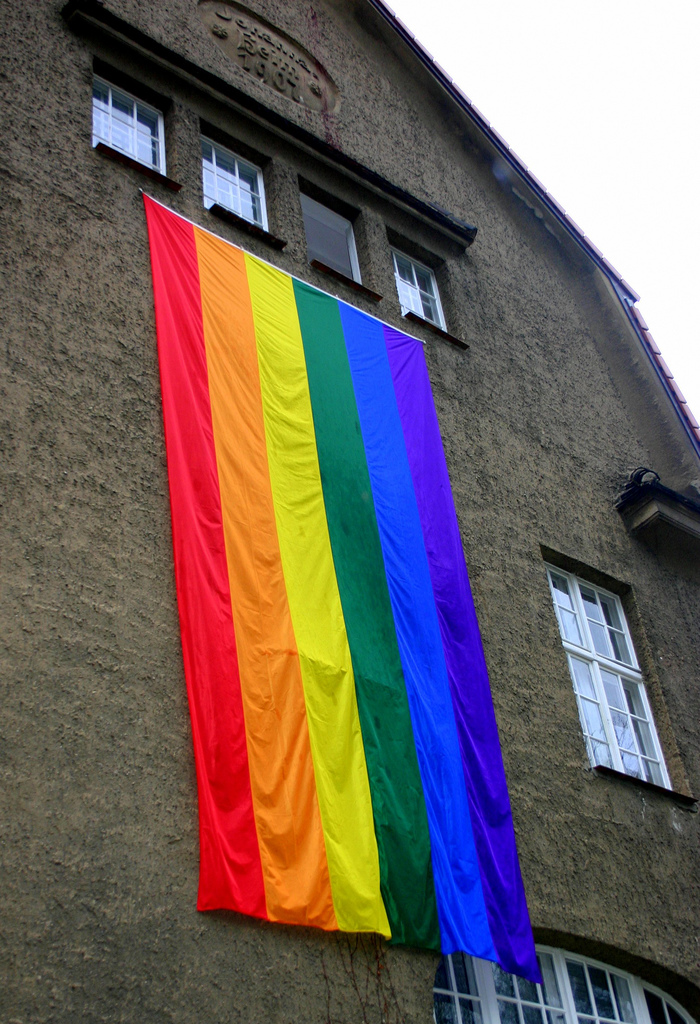
Die Gay Pride Flag: Symbol der schwulen Bürgerrechtsbewegung ab 1978, heute allgemeines Symbol für LBGT

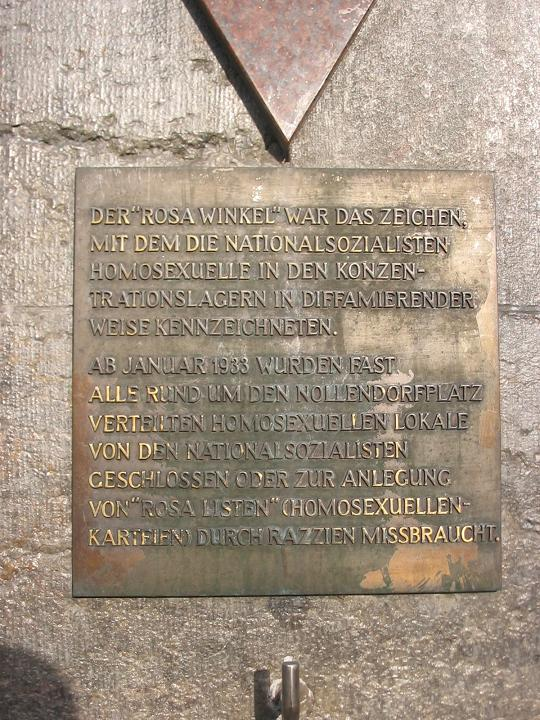
Gedenkplatte für die schwulen Opfer des Nationalsozialismus am Nollendorfplatz in Berlin

Symbol des Kampfes gegen AIDS und HIV

16. Jahrhundert nach Christus
Oktober 1513: Der spanische Konquistador Vasco Núñez de Balboa entdeckt eine Gemeinschaft männlicher Crossdresser im heutigen Panama und verfüttert wenigstens 40 von ihnen laut Augenzeugenberichten an seine Hunde.
1514: Aufgrund von Protesten jüngerer Einwohner senken die florentinischen Behörden die Geldstrafen für Sodomie für 18- bis 25-Jährige. Studien der zeitgenössischen Gerichts- und Bevölkerungsakten indizieren, dass einer unter zwölf männlichen Florentinern in seiner Jugend wegen Sodomie verdächtigt wurde.
1531: Martin Luther beschuldigt den katholischen Klerus und die Mönche der Sodomie.
1530 und 1532: In den Niederlanden machen neue Statuten die „widernatürliche Sünde“ zum Kapitalverbrechen. Karl V. erklärt ein Gesetz, das ausdrücklich weibliche gleichgeschlechtliche Beziehungen genau so wie männliche verbietet, als Teil der Constitutio Criminalis Carolina.
1533: König Heinrich VIII. von England begründet mit dem Erlass des „Buggery Act“ die Tradition der sogenannten sodomy laws (Sodomie-Gesetze), die alle sexuellen Handlungen, die nicht der Fortpflanzung dienen, als Straftat deklarierten. Dies beinhaltete, unabhängig vom Geschlecht der Beteiligten, Masturbation, Analverkehr und Oralverkehr. Die Strafe für Analverkehr war dabei der Tod durch den Strang.
um 1540: Michelangelo Buonarroti widmet seinem Schüler Tommaso de’ Cavalieri Liebesgedichte. Der Maler Giovanni Antonio Bazzi wird in Florenz und Siena unter dem Spitznamen „Sodoma“ gefeiert.
1542: Der 22 Jahre alte japanische Kriegsherr Takeda Shingen unterschreibt eine Erklärung, in der er seinem 16-jährigen Geliebten Kasuga Gensuke bestätigt, dass er niemals mit einem gewissen Yashichiro Sex hatte, noch dass er das jemals haben wird und schwört bei seiner unsterblichen Seele seine Treue zu Kasuga.
1547: Die Freiburgerin Agatha Dietzsch wird wegen des Tragens von Männerkleidung und Ehelichung einer Frau, Anna Reulin, an den Pranger gestellt und verbannt.
1549: Franz Xaver beginnt seine Mission in Japan; in einem Brief an einen seiner jesuitischen Kollegen berichtet er, dass die Japaner nur einen großen Fehler hätten: Niemand finde die widernatürliche Sünde abnormal oder abscheulich.

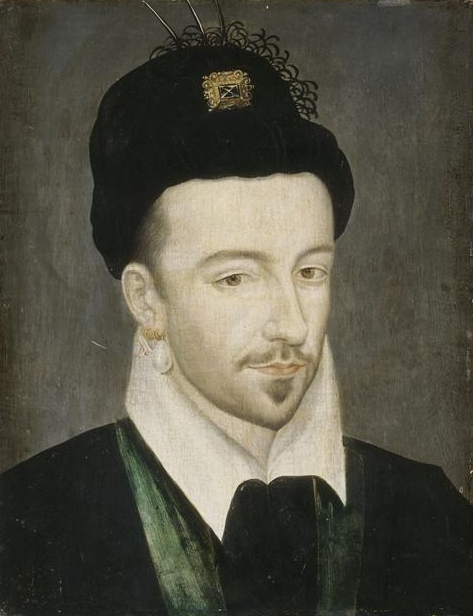
Heinrich III. von Frankreich

1551: In einem Brief aus Brasilien berichtet der portugiesische Missionar Pater Pero Correia, dass die homoerotische Liebe unter den einheimischen Frauen genauso üblich sei wie in Afrika, wo er zuvor stationiert war; brasilianische Frauen trügen seiner Beobachtung nach Waffen und würden sogar gleichgeschlechtliche Ehen eingehen.
1555: Die Behörden im calvinistischen Genf beginnen, die Sünde der Sodomie stärker zu beachten, insbesondere unter der wachsenden ausländischen Bevölkerung in der Stadt; bis 1670 werden wegen Sodomie eine Enthauptung, eine Erhängung, sechs Ertränkungen, sechs Verbannungen und vier Auspeitschungen verzeichnet.
1566: Papst Pius IV. startet eine Kampagne, um die Stadt Rom von den „Sodomiten“ zu befreien.
1568: In Genf gesteht eine Frau, die wegen Ehebruchs angeklagt ist, mit einer Frau verkehrt zu haben; sie wird ertränkt.
1574–1589: Heinrich III. ist König von Frankreich. Er wurde zuvor „Prinz von Sodom“ genannt und umgibt sich mit einem Kreis von Mignons. 1589 wird er von einem fanatischen Dominikanermönch ermordet.
1582: Einer der gefürchtetsten Kriegsherren Japans, Oda Nobunaga, stirbt gemeinsam mit seinem jugendlichen Geliebten Mori Ranmaru in einem Hinterhalt.
1593: Christopher Marlowes Tragödie „Edward II.“ ist wahrscheinlich das erste englischsprachige Theaterstück, das mit einer Liebesbeziehung zwischen Männern sympathisiert.
1596: Francis Cabral, ein katholischer Missionar in Japan, schreibt an den Vatikan, dass die lässige Haltung der Bevölkerung gegenüber der gleichgeschlechtlichen Liebe eine der größten Hürden in dem Bemühen um die Christianisierung des Landes sei.
17. Jahrhundert nach Christus
Um 1600: Das Wort „Tribade“ taucht in Westeuropa als Begriff für gleichgeschlechtlich liebende Frauen auf.
1609: Der jesuitische Gesandte in China, Matteo Ricci, ist einer von vielen Europäern, die angesichts der Legalität, Verbreitung und öffentlichen Diskussion der „widernatürlichen Sünde“ schockiert sind. Shakespeares Sonette erscheinen in London, die Sonette 1 bis 126 (von 154) richten sich an einen „fair boy“ genannten jungen Mann.
24. Mai 1610: Die Kolonie Virginia erlässt das erste Gesetz gegen die Sodomie in den amerikanischen Kolonien.
1617–1665: Über die bisexuellen Affären des französischen Königs Ludwig XIII. und seiner Brüder Gaston und César kursieren viele Klatschgeschichten.
1623: Michelangelos Großneffe veröffentlicht die erste gedruckte Ausgabe der Gedichte des Künstlers; dabei werden im Liebesgedicht die männlichen Begriffe durch weibliche ersetzt; erst 1863 wird die Originalfassung gedruckt.
30. November 1624: Richard Cornish aus der Kolonie Virginia wird wegen Sodomie angeklagt, verurteilt und gehängt.
27. März 1625: Der bisexuelle Jakob I., König von England und Schottland, stirbt. Unter ihm waren die streng puritanischen Pilgerväter 1620 auf der Mayflower nach Amerika gesegelt und gründeten mit der Plymouth Colony die erste Kolonie in Neuengland.
Um 1630: In China erscheint die „Kurze Chronologie der Liebe“ mit einem detaillierten Kapitel über die geschlechtliche Liebe zwischen Männern und Anekdoten aus zwei Jahrtausenden gleichgeschlechtlicher männlicher Beziehungen.
1631: In England wird Mervyn Tuchet, 2. Earl of Castlehaven der Unzucht und der Vergewaltigung angeklagt und am Tower Hill geköpft, beschuldigt von seinem Sohn, der befürchtet hatte, der Geliebte und Diener seines Vaters könnte einen Teil des Vermögens erben.
11. November 1634: In Irland wird ein „Gesetz gegen die Sünde der Buggerie“ vom irischen House of Commons verabschiedet, vorangetrieben durch den anglikanischen Bischof John Atherton.
15. November 1636: Die Plymouth Colony im heutigen Massachusetts stellt das erste vollständige Gesetzbuch in den Kolonien zusammen; Sodomie, Vergewaltigung und Buggerie bilden eine der acht Kategorien, in denen die Todesstrafe verhängt wird.
1641: Die Berichtigung Caspar Bartholins anatomischer Schriften, der Anatomicae Institutiones Corporis Humani durch seinen Sohn Thomas Bartholin unterstützt die Theorie, dass eine vergrößerte Klitoris die Ursache weiblicher gleichgeschlechtlichen Begehrens sei.
5. Dezember 1641: Der zweite Mann, der in Irland wegen der „Sünde der Buggerie“ gehängt wird, ist der Förderer des Strafgesetzes selbst, Bischof John Atherton; unklar ist, ob er Opfer einer Verschwörung wurde, die ihn diskreditieren sollte.
5. Dezember 1642: Eine Dienerin aus Massachusetts Bay wird wegen „unziemlicher Praktiken“ mit einer anderen Frau zur Auspeitschung verurteilt; dies ist der erste beurkundete Fall strafrechtlicher Verfolgung gleichgeschlechtlicher Beziehungen zwischen Frauen in Nordamerika.
1646: Die portugiesischen Kolonialmächte in Brasilien erweitern die Gesetze zum Verbot gleichgeschlechtlicher Beziehungen auf Frauen, strafbar mit der Verbrennung auf dem Scheiterhaufen.
1649–1659: Die Puritaner unter Oliver Cromwell ergreifen in England und den Kolonien die Macht; die Verfolgung von Ehebruch und Homosexualität wird verschärft.
6. März 1649: Die beiden verheirateten Frauen Sarah White Norman und Mary Vincent Hammon in Plymouth, Massachusetts werden wegen „liederlichen Verhaltens mit der anderen im Bett“ angeklagt, die Anklage gegen die 15-jährige Mary Hammon wird fallen gelassen, während Sara Norman gezwungen wird, ihr „unkeusches Verhalten“ öffentlich zu beichten.
1652: Die japanischen Behörden verbieten alle Kabuki-Gruppen, die nur aus Jünglingen bestehen, um der aktuellen Bevorzugung päderastischer Beziehungen ein Ende zu setzen.
1. März 1656: Der „New Haven Law Code“ ist das erste Gesetz in den Kolonien, das gleichgeschlechtliche sexuelle Handlungen zwischen Frauen mit der Todesstrafe bedroht; das Gesetz zitiert den Römerbrief, Vers 26 (Röm 1,26 ) als Grundlage des Gesetzes.
1660: Nach Cromwells Tod und dem Sturz der Puritaner lockern sich in England unter König Karl II. zwar nicht die Gesetze, aber die Sitten, wie etwa den Tagebüchern von Samuel Pepys zu entnehmen ist. Die erleichterten Londoner geben sich Ausschweifungen hin.
1664: In Portugal schreibt Francisco Correa Netto eine Serie von Liebesbriefen an einen Musiker namens Manoel Viegas, die ältesten erhaltenen offen homoerotischen Briefe in einer modernen europäischen Sprache.
1686: Ihara Saikakus „Leben der verliebten Frauen“ enthält einen Absatz, der den Sex zwischen der Heldin des Buches und einer weiblichen Angestellten beschreibt.
1687: In Japan verlegt Ihara Saikaku den „Großen Spiegel männlicher Liebe“, 40 Liebesgeschichten zwischen älteren und jüngeren Männern. Etwa die Hälfte beschreiben Beziehungen der Samurai und die anderen beschreiben Kabuki-Schauspieler und deren Bewunderer.
1688: In England verfasst Aphra Behn „To the Fair Clarinda, Who Made Love to Me, Imagined More than Woman“ in dem sie ihre sexuelle Hingezogenheit zu jüngeren Frauen verteidigt.
1697: Kaiser Kangxi aus der Qing-Dynastie lässt drei Diener seines Sohnes Yunreng hinrichten, als er erfährt, dass diese für sich selbst und seinen Sohn Jungen beschafften; Yunreng wird 1712 als Thronfolger durch seinen jüngeren Bruder Yongzheng ersetzt.
1699: Die Polizei führt Razzien in Parks in Windsor und London durch.
18. Jahrhundert nach Christus
1701: Am 9. Juni stirbt Philippe I. von Orléans, der Bruder von König Ludwig XIV., der sich mit einem Zirkel von Günstlingen umgeben hatte. In ihren Briefen hatte sich seine Frau Liselotte von der Pfalz über Jahre hinweg unter Schilderung zahlreicher Details über ihre Schikanierung durch die „schwul-lesbische Clique“ im Palais Royal beklagt.
1702: Am 19. März stirbt Wilhelm III. von England in den Armen seines Favoriten Arnold van Keppel.
1706: Peter der Große kriminalisiert sexuelle Handlungen zwischen Männern im russischen Militär, ansonsten bleibt die gleichgeschlechtliche Liebe legal und nach zeitgenössischen Quellen weit verbreitet.
1715–1723: Nach dem Tod Ludwigs XIV. ist die Zeit der Régence in Frankreich vergleichsweise „freizügig“ und von sexuellen Eskapaden des Regenten Philipp II. von Orléans und seines Umkreises geprägt.
1723: In Halberstadt wird Catharina Margaretha Linck (alias Anastasius Lagrantinus Rosenstengel) auf Anordnung von König Friedrich Wilhelm I. von Preußen hingerichtet.
1725: In Paris wird von der Polizei mit Hilfe von mouches (agents provokateurs) eine Liste mit 20.000 „Sodomiten“ zusammengestellt. Zu den bekannten Cruising-Areas gehören die Tuilerien, der Jardin du Luxembourg, die Kais an der Seine und der Pont Neuf, von denen man dann in eine der Tavernen ging und sich ein Zimmer mietete. Jährlich werden etwa 50 von ihnen verhaftet und obwohl Sodomie nach wie vor ein Kapitalverbrechen ist, kommen die meisten nur in Gefangenschaft, jedoch oft lebenslang. Kunden eines Londoner „Molly House“, eines Bordells für sexuell gleichgeschlechtlich verkehrende Männer, wehren sich gegen eine Polizei-Razzia; dies ist eines der ersten dokumentierten Beispiele für den Protest gleichgeschlechtlich Liebender gegen die Durchsetzung öffentlichen Rechts.
1726: In London wird das Bordell von Margaret Clap (Mother Clap) für gleichgeschlechtlich sexuell verkehrende Männer (ein sogenanntes molly house) von der Polizei überfallen, Clap kommt dabei ums Leben und alle im Haus verhafteten Männer werden in Tyburn, dem Londoner Galgenplatz, hingerichtet. In Paris wird Benjamin Deschauffours auf dem Scheiterhaufen auf der Place de Grève verbrannt; obwohl er für Verbrechen wie Vergewaltigung und Mord angeklagt wurde, glauben einige seiner Zeitgenossen, dies sei eine ungerechtfertigte Strafe für begangene Sodomie; ein anonymer Schreiber publiziert ein Manifest des Protestes. Der Maler Jean-Baptiste Nattier (1678–1726) entzieht sich der drohenden Verbrennung, indem er den Freitod wählt.
1730–1811: In der Republik der Sieben Vereinigten Niederlande bewirkt der Calvinismus eine aufsehenerregende Serie von Sodomieprozessen, die jeweils von 1730 bis 1737, in den Jahren 1764 und 1776 und zwischen 1795 und 1798 einen Höhepunkt erreichten. Bereits 1731 werden 250 Männer und Jungen des Verbrechens schuldig erklärt, etwa 10 % werden gehängt oder verbrannt, der überwiegende Rest wird verbannt oder ausgepeitscht. Am 6. November 1730 zwingt König Friedrich Wilhelm I. von Preußen seinen Sohn Kronprinz Friedrich, der Enthauptung seines Freundes Hans Hermann von Katte (wegen Fahnenflucht) beizuwohnen; das geplante Todesurteil für den Kronprinzen wird auf Drängen in- und ausländischer Mächte in Festungshaft umgewandelt.
1731: In Faan, einem kleinen Dorf in Nordholland, werden 22 junge Männer trotz der Proteste ihrer Angehörigen und Nachbarn erdrosselt und auf dem Scheiterhaufen verbrannt, weil sie gestanden hatten, sich gegenseitig masturbiert zu haben.
1732: In Irland verfasst William King die erste Fassung der boshaften poetischen Satire The Toast über eine Gruppe von Frauen in Dublin, in einem Kapitel wird der Ausdruck „Lesbierin“ verwendet, einer der frühesten englischen Nachweise dieses Wortes in seiner heutigen Bedeutung.
1737: Die Medici in Florenz sterben mit dem weithin als homosexuell geltenden Gian Gastone aus.
1740: Während der Qing-Dynastie wird das erste chinesische Gesetz gegen die einvernehmliche Sodomie verfasst, wenn auch selten angewandt.
Juli 1750: Jean Diot und Bruno Lenoir, zwei Arbeiter aus Paris, werden erdrosselt und verbrannt, nachdem sie bei gleichgeschlechtlichem Sex auf einer Pariser Straße ertappt wurden. Dies ist der letzte Fall, in dem in Frankreich Männer ausschließlich wegen Sodomie hingerichtet wurden.
1760: Das vom Arzt Simon-Auguste Tissot verfasste Werk L'Onanisme bestärkt den verbreiteten Glauben, dass eine deutlich vergrößerte Klitoris Ursache gleichgeschlechtlichen Verlangens bei Frauen sei. Er gibt zu bedenken, dass diese, mit dem „Hermaphroditismus“ verwandte Veranlagung, sehr häufig auftrete. Während der nächsten Jahrzehnte wird das Werk des Schweizers häufig übersetzt und neu aufgelegt.

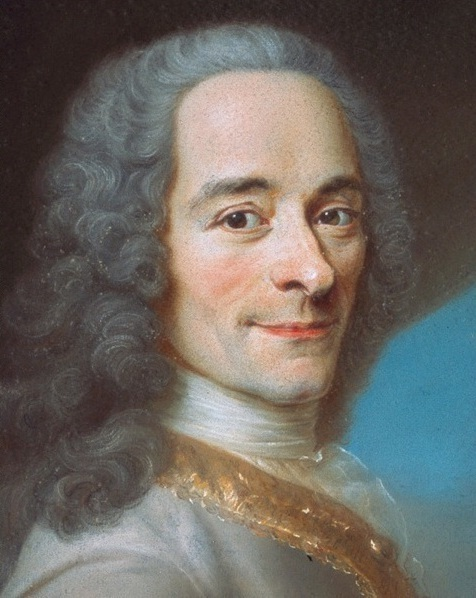
Voltaire, etwa 1736, nach Maurice Quentin de La Tour

1764: Voltaires Dictionnaire Philosophique (Philosophisches Wörterbuch) beinhaltet einen Artikel über die „Liebe nach Art des Sokrates“, samt einer Liste historischer, der homoerotischen Liebe zugewandter Personen. Der Schlusssatz lautet: «Enfin je ne crois pas qu’il y ait jamais eu aucune nation policée qui ait fait des lois contre les mœurs» (schließlich glaube ich nicht, dass es jemals irgendeine gesittete Nation gab, die Gesetze gegen die Sitten erlassen hätte); damit setzte sich der Philosoph der Aufklärung für die Abschaffung der Strafgesetze gegen Homosexualität ein. Bereits 1725 hatte er die Freilassung des Abbé Desfontaines aus dem Gefängnis bewirkt. In seinen Memoiren von 1759 hingegen überzog er Friedrich II. von Preußen mit Spitzen, Bosheiten und Perfidien, um sich für Querelen während seiner Potsdamer Zeit zu rächen und insbesondere für seine schmachvolle Internierung in Frankfurt 1753. Das Pamphlet enthält auch reichlich Spott über die angenommene Homosexualität des Königs und vieler seiner Höflinge, samt allerlei schlüpfrigen Details. Goethe, der diese Memoiren nicht ohne Vergnügen las, nannte sie „das Muster aller Schandschriften“.
1770: In Les Confessions beschreibt Jean-Jacques Rousseau seine empfundene Panik und inneren Widerstand, als ein „verkleideter Afrikaner“ versucht hatte, ihn zu verführen, führt dann aber die Verteidigung eines Freundes für diese versuchte Verführung an. Dies ist vermutlich eine der frühesten Plädoyers für die Toleranz gegenüber der gleichgeschlechtlichen Liebe in der modernen europäischen Literatur.
1778: Zwei irische Cousinen, Lady Eleanor Butler und Sarah Ponsonby, brennen zusammen nach Wales durch und werden die gefeierten „Ladies von Llangollen“. Ihre romantische Freundschaft, fast sicher sexueller Natur, wird eine der bekanntesten Beziehungen dieser Epoche.
23. Februar 1778: Nachdem Baron Friedrich Wilhelm von Steuben nach Indiskretionen über seine Beziehungen zu jungen Männern Verfolgung in Preußen befürchtet, kommt er in Begleitung seines hübschen 17-jährigen Sekretärs in Valley Forge, Pennsylvania an, um die zerlumpte Armee George Washingtons zu trainieren. Deshalb wird Steuben regelmäßig angeführt, wenn es um die Geschichte der Inklusion Homosexueller in das US-Militär geht.
11. März 1778: In Valley Forge, Pennsylvania wird Lieutenant Frederick Gotthold Enslin der erste Amerikaner, der wegen versuchter Sodomie aus der Armee entlassen wird.
1779: In den USA bereitet Thomas Jefferson am 18. Juni 1779 einen Entwurf zu Virginias Kriminalgesetzgebung vor, die die Kastration als Strafe für Sodomie vorsieht. Es liest sich wie folgt: „Whosoever shall be guilty of rape, polygamy, or sodomy with a man or woman, shall be punished; if a man, by castration, a woman, by boring through the cartilage of her nose a hole of one half inch in diameter at the least.“ (engl. für: „Wer auch immer wegen Vergewaltigung, Polygamie oder Sodomie mit einem Mann oder einer Frau schuldig gesprochen wird, soll bestraft werden; ist er ein Mann, soll er kastriert werden, ist es eine Frau, so soll ihr ein Loch von mindestens einem halben inch Durchmesser durch die Nasenscheidewand gebohrt werden.“)
1782: Johann Friedels „Briefe über die Galanterien von Berlin“ ist das erste Buch, das gleichgeschlechtliches männliches Cruising und Prostitution in Berlin beschreibt.
1783: Friar Pascal ist der letzte Franzose, der wegen Sodomie verbrannt wird; diese ungewöhnlich harte Strafe im Frankreich der Aufklärung erklärt sich durch die Schwere des Verbrechens: Pascal tötete einen Jungen, den er zu vergewaltigen versuchte. Alle (außer acht) der der Sodomie Beschuldigten wurden seit 1715 inhaftiert statt hingerichtet zu werden.
25. Oktober 1783: Deborah Sampson wird in Westpoint, New York ehrenhaft aus dem Massachusetts Regiment entlassen, nach zahlreichen Kämpfen in den Schlachten des Regiments fiel ihre Verkleidung erst nach eineinhalb Jahren nach einer Verwundung auf. Sie hatte während dieser Zeit einige Verbindungen mit Frauen, obwohl sie später heiratete und eine militärische Pension erhielt.
1784: Prinz Heinrich von Preußen, der Bruder Friedrichs II., nimmt in Paris 130.000 Taler Kredit auf, wofür König Ludwig XVI. persönlich bürgt, um die Schulden seines Geliebten, des Offiziers Christian Ludwig von Kaphengst (1740–1800), zu tilgen.
Um 1785: Beliebte Drucke des japanischen Künstlers Kitagawa Utamaro und anderer Zeichner zeigen eindeutige gleichgeschlechtliche erotische Begegnungen zwischen Frauen und Männern genauso wie zwischen heterosexuellen Paaren.
Mit dem am 30. November 1786 erlassenen Kriminalgesetz wird im Großherzogtum Toskana die Todesstrafe abgeschafft und am 1. Jänner 1787 mit dem Josephinischen Strafgesetz in den Erbländern der Habsburger.
1786–88: Goethe macht auf seiner Italienischen Reise zahlreiche erotische, darunter vereinzelt auch homoerotische Erfahrungen, die er bald darauf in seinen Römischen Elegien verarbeitet.
1788: Mary Wollstonecraft veröffentlicht Mary: A Fiction, die ihre eigene Biographie verwendet, um die Chronik der Liebe zu einer anderen Frau darzustellen; diese Art der im Roman beschriebenen romantischen Freundschaft wird ein häufiges Thema in der Fiktion und dem Alltagsleben der Frauen des 19. Jahrhunderts.
1790 – Gruppen militanter „sodomitischer Bürger“ verlangen in Petitionen an die Nationalversammlung, dem Regierungsorgan der Französischen Revolution Freiheit und Anerkennung.
1791: In Deutschland erscheint im Magazin zur Erfahrungsseelenkunde ein Artikel, der als erster Versuch einer wissenschaftlichen Annäherung an die männliche Homosexualität gilt.
25. September 1791: Mit der Inkraftsetzung des neuen Strafgesetzbuches als Teil und Folge der Französischen Revolution werden sexuelle Handlungen zwischen Männern in Frankreich entkriminalisiert.
1793–1794: Maximilien de Robespierre, ein radikal-puritanischer Revolutionär (und Homosexueller) errichtet seine Schreckensherrschaft (la Terreur). Am 28. Juli 1794 stirbt er selbst auf der Guillotine.
1795: Belgien und Luxemburg entkriminalisieren gleichgeschlechtliche Handlungen. Marquis de Sade verfasst Die Philosophie im Boudoir, worin fast jede vorstellbare Variante sexueller Handlungen beschrieben wird; das Buch wird zwei Jahrzehnte später verboten, bleibt aber bis zu seiner allgemein zugänglichen Neuverlegung in den 1960ern ein Klassiker des Untergrunds.
1796: In Frankreich wird posthum das Werk La Religieuse („Die Nonne“) des Enzyklopädisten Denis Diderot publiziert, in dem eine dekadente und libidöse Mutter Oberin versucht, eine junge Nonne zu verführen; seine Charakterisierung der sittlich verwahrlosten Frau, die andere Frauen begehrt, wird in den französischen Romanen des 19. Jahrhunderts üblich.
1798: Mederic Louis-Elie Moreau de St. Mery, ein französischer Anwalt und Politiker verlässt Philadelphia, über das er später in einem Brief schreibt, wie schockiert er angesichts der Frauen war, die „widernatürliche Lust“ mit ihresgleichen genießen, allerdings seien sie, wie die meisten Amerikaner, im Vergleich zu den französischen Frauen „nicht leidenschaftlich“.
19. Jahrhundert nach Christus
Um 1805: Der türkische Botschafter in Frankreich, Halet Efendi, ist von der Anzahl und der Schamlosigkeit der sich prostituierenden Jungen schockiert, die um den Palais Royal Markt herum arbeiten; er schreibt, die Europäer hielten alle Muslime für Sodomiten, dabei gäbe es in der muslimischen Welt keinen solch skandalösen Platz wie Paris.

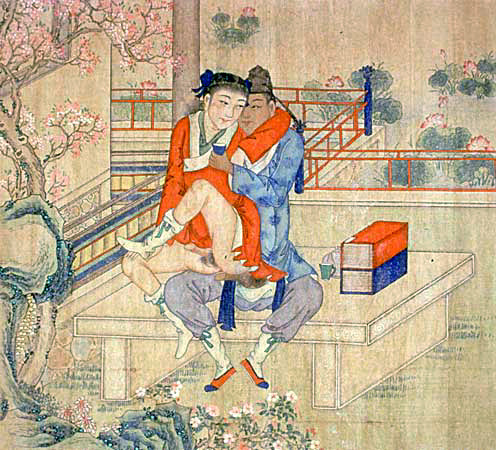
Homosexuelles Liebesspiel in China (18. oder 19. Jhd.)

1807: Shen Fus Autobiographie gibt einen Hinweis darauf, wie chinesische Frauen der Oberschicht ihr Liebesbeziehungen zu anderen Frauen organisiert haben: Als seine Frau, Shen Yun, in eine Sängerin verliebt war, versucht sie diese als Konkubine ihres Mannes zu erhalten, sie erkrankt und stirbt, nachdem das Mädchen an einen anderen Mann verheiratet wird.
1810: Die Polizei durchsucht den Pub „White Swan“ in der Vere Street in London, als eine der ersten „Schwulenbars“ wird der „Weiße Schwan“ von einer Vielzahl von Männern besucht; Zeitzeugen beschreiben die meisten von ihnen als weibisch, mit Ausnahmen wie „Fanny, einem athletischen Flussschiffer“ und „Lucy, einem herkulischen Kohlenträger“. In Frankreich tritt der Code pénal in Kraft, einvernehmliche gleichgeschlechtliche Handlungen sind nicht strafbar, viele westliche Staaten und ihre Kolonien nehmen diesen Code als Gesetz an.
1811: Die Niederlande entkriminalisieren gleichgeschlechtliche Handlungen.
1812: Als Folge der Gerichtsverhandlung und der nachfolgenden Verleumdungsklage zweier schottischer Lehrerinnen, Miss Pirie und Miss Woods, wegen „unziemlicher und krimineller Handlungen“ an sich selbst und einer ihrer Schülerinnen, debattieren die öffentlichen Behörden, ob Geschlechtsverkehr zwischen Frauen überhaupt möglich sei und kommen zu dem Schluss, dass er unmöglich ist.
1813: Dank der Unterstützung des Juristen Anselm von Feuerbach stellt Bayern in Anlehnung an den Code Civil sexuelle Handlungen zwischen Männern straffrei.
1816: In London werden vier Mitglieder der Mannschaft der „Africaine“ gehängt, ihre Hinrichtung ist Teil einer Kampagne, „Buggerie“ in der englischen Marine zu bestrafen. James Barry, ein Transmann, trifft als Armeearzt in Kapstadt ein und erregt dort Aufsehen.
1822: Spaniens neues Gesetzbuch enthält keine Erwähnung der Sodomie.
1828: Der Begriff „Verbrechen wider die Natur“ wird erstmals im Strafgesetzbuch der Vereinigten Staaten von Amerika verwendet.
1830: Brasilien entkriminalisiert gleichgeschlechtliche Handlungen. Der Begriff asexuell wird in der Biologie das erste Mal verwendet.
1832: Russland stellt den Analverkehr zwischen Männern im neuen Strafgesetzbuches (Artikel 995) mit bis zu fünf Jahren Verbannung nach Sibirien unter Strafe.
August 1833: Captain Nicholas Nicholls wird wegen Sodomie zum Tode verurteilt; ein anonymer Poet protestiert mit Don Leon gegen dieses Urteil; angeblich ein autobiographisches Gedicht von Lord Byron, es stammt aber vermutlich von einem seiner Zeitgenossen, der außergewöhnlich gute Kenntnisse des späten Liebeslebens des Poeten hat. Dieses Werk ist eines der frühesten Werke gegen die Verfolgung der gleichgeschlechtlichen Liebe.
Um 1835: Obwohl anatomisch kein zweigeschlechtlicher Mensch, nimmt sich die Frauenkleidung tragende und weiblich-attraktiv wirkende „Woman Chief“ (Fraulicher Häuptling) insgesamt vier Frauen, um ihren elitären Status zu unterstreichen, den sie dank ihres Mutes und Talents bei der Jagd und im Krieg erreicht hat.
1835: Zum ersten Mal in der Geschichte wird die gleichgeschlechtliche Liebe vom polnischen Kongress, damals unter dem zaristischen Regime, als illegal erklärt. Zwei bekannte Romane Honoré de Balzacs Das Mädchen mit den goldenen Augen und Théophile Gautiers Mademoiselle de Maupin (dessen Hauptfigur sich selbst als Zugehörige zum „dritten Geschlecht“ bezeichnet) beschreiben lesbische Femmes fatale von androgyner Schönheit; diese dekadenten und glamourösen Heldinnen werden für eineinhalb Jahrhunderte zum Stereotyp.
1836: In der Schweiz verfasst Heinrich Hoessli die erste Ausgabe von Eros: Die Männerliebe der Griechen, eine historische Studie und Verteidigung der gleichgeschlechtlichen Liebe und eines der ersten Bücher, die zu sozialer Toleranz für die betroffenen Personen aufrufen.
1840: Letzte bekannte Hinrichtung wegen männlicher gleichgeschlechtlicher Handlungen in Großbritannien, die Todesstrafe bleibt aber bis zur Gesetzesreform 1861 theoretisch möglich. Der deutsche Staat Hannover entkriminalisiert gleichgeschlechtliche Beziehungen.
1850: Der unkonventionelle Reiseführer Yokel’s Preceptor führt die Fleet Street und The Strand unter den Plätzen auf, an denen man fast sicher sein könne, Männer zu finden, die auf der Suche nach anderen Männern sind.
1851: In Preußen, dem mächtigsten der Staaten, die später Deutschland bilden werden, wird ein Vorläufer zum späteren § 175 StGB erlassen, der sexuelle Mann-Mann-Handlungen unter Strafe stellt. Obwohl weniger streng gefasst als der spätere Paragraph, läuft er dem allgemeinen deutschen Trend, die gleichgeschlechtliche Sexualität zu entkriminalisieren, entgegen.
1852: Der Forensiker Johann Ludwig Casper ist der erste in Deutschland, der behauptet, dass die Affinität zum gleichen Geschlecht angeboren sei. Portugal entkriminalisiert gleichgeschlechtliche Handlungen
4. Juli 1855: Walt Whitman veröffentlicht die erste Ausgabe von Leaves of Grass.
1857: Der Franzose Amibroise Tardieu veröffentlicht eine sehr einflussreiche „medizinisch-gesetzliche Studie“, die eine Liste von Symptomen enthält, an denen man Männer erkennen kann, die eine Neigung zu widernatürlichen Praktiken haben; darunter ein trichterförmiges Rektum, deformierte Lippen und kleine Zähne.
1858: Das Osmanische Reich (die heutige Türkei) und der Irak entkriminalisieren die Sodomie.
1860: Walt Whitman publiziert die dritte Auflage von Leaves of Grass. Angekündigt als das „Gedicht der Kameraden“ enthält es jetzt das sex-positive Kinder von Adam und die homoerotischen Calamus-Gedichte.
1861: In England, Irland und Wales wird die strafrechtliche Konsequenz überführter Sodomisten von Hinrichtung (Erhängen) auf Gefängnisstrafen reduziert.
1862: Karl Heinrich Ulrichs prägt in Deutschland den Begriff „Uranier“, basierend auf einer Passage in Platons Symposium. In Ulrichs Verwendung bezieht sich der Begriff auf Menschen, die er als „drittes Geschlecht“ begreift – eine Person mit einer weiblichen Seele in einem männlichen Körper und umgekehrt. Der Begriff und das dahinterstehende Konzept wird in den kommenden Dekaden in Europa und Nordamerika häufig verwendet und beachtet.
1863: In den Vereinigten Staaten werden zwei in Männerkleidung in der Unionsarmee dienende Frauen entdeckt. Die beiden Soldatinnen hatten sich gegenseitig kurz nach ihrer voneinander unabhängigen Verpflichtung erkannt und teilten nach General Philip Sheridans Worten eine „Intimität“. Sie wurden aus der Armee entlassen.
1864: Karl Heinrich Ulrichs veröffentlicht in Deutschland das erste seiner zwölf Pamphlete sozialer und gesetzlicher Studien zur „uranischen Liebe“
Um 1865: Durch die boomende Seidenindustrie und der folgenden wirtschaftlichen Unabhängigkeit wird es den Frauen im chinesischen Guangdong möglich, eine „Widerstandsbewegung gegen die Heirat“ zu formen, und ohne ihre Familien gemeinsam zu leben; diese Bewegung existiert bis zur japanischen Invasion 1937 und zählt zu ihrem Höhepunkt mehr als 100.000 Frauen, viele von ihnen leben in langjährigen lesbischen Beziehungen zusammen.
1865: In San Marino wird die Sodomie entkriminalisiert.
1866: Horatio Alger, Prediger an der Unitarian Church of Brewster in Massachusetts, wird wegen „Taten, zu ekelhaft um sie zu benennen“, die er mit zwei Buben begangen hat, von seinem Amt enthoben, flieht nach New York City und macht als Autor für Jungenromane Karriere.
29. August 1867: Karl Heinrich Ulrichs ist der erste selbsternannte männerliebende Mann, der sich öffentlich für die Rechte gleichgeschlechtlich Liebender ausspricht, als er sich vor dem Deutschen Juristentag in München für eine Resolution plädiert, die die Aufhebung der gegen die Sodomisten gerichteten Gesetze anmahnen soll.
1867: Charles Baudelaires Les Fleurs du Mal enthält etliche Gedichte, die Lesbierinnen feiern und ihre Außergewöhnlichkeit betonen, eine davon ist Sappho; er ist einer der Führenden des französischen Trends, der die lesbische Liebe als göttlich-böse Dekadenz porträtieren.
6. Mai 1868: Der Begriff Homosexualität taucht erstmals in einem von Karl-Maria Kertbeny an Karl Heinrich Ulrichs gerichteten Brief auf.
1869: In einem offenen Brief an den preußischen Justizminister verwendet Karoly Maria Kertbeny das Wort „homosexuell“ erstmals in einem öffentlichen Forum. Der deutsche Arzt Karl Friedrich Otto von Westphal veröffentlicht einen Artikel in einem wissenschaftlichen Journal, der die „gegensätzliche sexuellen Gefühle“ erstmals aus dem Blickwinkel der beginnenden Fachrichtung Psychiatrie betrachtet, für ihn ist die Homosexualität eher eine Krankheit als ein moralisches Versagen und er plädiert für die Entkriminalisierung, damit es den Betroffenen leichter fällt, sich in ärztliche Behandlung zu begeben.
Um 1870: In Rom schafft eine Gruppe von Frauen, die Henry James die „weiße, marmorne Schar“ nennt, eine der meist gewürdigten Skulpturen ihrer Zeit; dieses Netzwerk bildet sich um die Schauspielerin Charlotte Cushman, Mitglieder sind unter anderen Emma Stebbins, Anne Whitney und Mary Edmonia Lewis, viele von ihnen leben in sogenannten „Boston Marriages“, eheähnlichen weiblichen Beziehungen.
1871: Homosexuelle Handlungen zwischen Männern werden trotz Protesten in Deutschland durch den Paragraphen 175 des Reichsstrafgesetzbuches – den späteren § 175 StGB – unter Strafe gestellt. In der Folge werden von der Kriminalpolizei Homosexuellenlisten angelegt. Guatemala und Mexiko entkriminalisieren homosexuelle Handlungen.
1872/73: Die Dichter Arthur Rimbaud und Paul Verlaine haben eine Affäre, die in die Literaturgeschichte eingeht.
Mai 1873: Als Teil einer Kampagne, um das Land zu „modernisieren“ und die nationale Wiederbelebung zu fördern, macht die Meiji-Regierung einvernehmlichen Geschlechtsverkehr zwischen Männern zum ersten Mal in der japanischen Geschichte strafbar.
1. Juni 1880: Die Volkszählung in den Vereinigten Staaten stellt fest, dass 63 Männer in 22 Bundesstaaten wegen „Verbrechen wider die Natur“ inhaftiert sind.
1883: Die japanische Regierung korrigiert seine Gesetzgebung von 1873 und legalisiert einvernehmliche homosexuelle Handlungen ab einem Alter von 16 Jahren wieder.
1886: Am 13. Juni ertrinkt König Ludwig II. von Bayern im Starnberger See, nachdem er kurz zuvor entmündigt und verhaftet worden war. Richard von Krafft-Ebing publiziert seine richtungsweisende und einflussreiche Psychopathia Sexualis, die die gleichgeschlechtlich orientierte Sexualität als eine degenerative Störung beschreibt. In England wird der Criminal Law Amendment Act of 1885 (Zusatz des Strafgesetzbuches), der sexuelle Beziehungen zwischen Männern, aber nicht zwischen Frauen unter Strafe stellt, durch die Zustimmung der Königin Victoria (Royal Assent) gültig. Argentinien entkriminalisiert die Homosexualität, während Portugal homosexuelle Handlungen wieder unter Strafe stellt.
1888: König Karl I. von Württemberg wird von seiner Regierung gezwungen, den Amerikaner Charles Woodcock, mit dem er ein Verhältnis hatte, zu verbannen.
1889: Der Pariser Reiseführer Des Plaisirs führt den Leser zu einem Restaurant auf dem Montmartre, das häufig von Lesben besucht wird. Einvernehmliche homosexuelle Handlungen zwischen Erwachsenen werden in Italien legal. Die Höchststrafe für Sodomie wird in Schottland von Erhängen auf Gefängnisstrafen reduziert. Der Cleveland-Street-Skandal erschüttert England.
1892: Die Begriffe „bisexuell“ und „heterosexuell“ werden in der Übersetzung von Krafft-Ebings Psychopathia Sexualis durch Charles Gilbert Chaddock erstmals auf Englisch in ihrer heutigen Bedeutung verwendet.
26. Januar 1892: Zeitungen in den gesamten USA berichten über den Mord an der 17-jährigen Freda Ward durch ihre Geliebte, die 19-jährige Alice Mitchell. Dies ist das erste Mal, dass die lesbische Liebe in der medialen Öffentlichkeit diskutiert wird. Der Fall wird ein gern zitiertes Beispiel der Gefahren der gleichgeschlechtlichen Liebe.
1894: Der Biologe und Pionier der Erforschung menschlicher Sexualität Alfred Kinsey wird am 23. Juni geboren. In Frankreich verfasst Pierre Louÿs Die Lieder von Bilitis (Les Chansons de Bilitis), die lesbische Liebesgedichte enthalten, die vom fiktionalen Charakter Bilitis gesprochen werden, die als Zeitgenossin Sapphos auf Lesbos beschrieben wird.
1895: Der Prozess gegen Oscar Wilde endet mit seiner Verurteilung zu zwei Jahren Haft wegen „grob unsittlichen Verhaltens“ nach den Vorgaben des Criminal Law Amendment Act von 1885. Adolfo Caminha verfasst in Brasilien Bom-Crioulo, ein naturalistischer Roman über die romantische und sexuelle Besessenheit eines Matrosen zu dem 15-jährigen Schiffsjungen.
Januar 1895: Edward Carpenter veröffentlicht in aller Stille ein Pamphlet namens Homogenic Love and Its Place in Society, eines der ersten Dokumente, die betonen, dass die gleichgeschlechtliche Liebe und die Männer und Frauen, die diese praktizieren, einen positiven Beitrag zur Gesellschaft leisten.
1896: Das erste erfolgreiche regelmäßig erscheinende Magazin für Homosexuelle in Deutschland Der Eigene wird erstmals auf Staten Island, New York, verlegt. Alice Austen beginnt das Leben einer kleinen Gruppe ihrer weiblichen Freunde und ihrer Geliebten Gertrude Tate fotografisch zu dokumentieren.
1897: Magnus Hirschfeld gründet am 14. Mai das Wissenschaftlich-humanitäre Komitee, um die Förderung homosexueller Rechte und die Aufhebung des Paragraphen 175 zu organisieren. George Cecil Ives organisiert die erste Gruppe für homosexuelle Rechte in England, den Orden von Chaeronea. Havelock Ellis publiziert mit Sexual Inversion (in der Reihe Studies in the Psychology of Sex) einen wissenschaftlichen Meilenstein der Homosexuellenbewegung. Oscar Wilde wird aus dem Gefängnis entlassen und verbringt den dreijährigen Rest seines Lebens im selbstauferlegten Exil in Frankreich und Italien.
13. Januar 1898: Der deutsche Reichstag debattiert eine Petition zur Aufhebung des Paragraphen 175, veranlasst von Hirschfeld und unterschrieben von Dutzenden prominenter Oppositionsführer, wird die Petition aber nur von einer politischen Partei im Reichstag unterstützt, der Sozialistischen Arbeiterpartei Deutschlands (die spätere SPD), geführt von August Bebel. Der Reformversuch scheitert.
1899: Hirschfeld veröffentlicht das erste von 23 erscheinenden Jahrbüchern für sexuelle Zwischenstufen, ein Kompendium wissenschaftlicher Artikel und einer jährlichen Bibliographie bezogen auf die Untersuchung der männlichen und weiblichen Homosexualität. Arthur J. Cohen verfasst A Marriage Below Zero, der erste amerikanische Roman, der den Sex zwischen Männern offen diskutiert.
1900er-Jahre
Um 1900: Die niederländische Wochenzeitung „Pst-Pst“ enthält einige der ersten Beispiele lesbischer Kontaktanzeigen. Elisar von Kupffer veröffentlicht die bahnbrechende Anthologie Freundesliebe, die Schriften über homoerotische Liebe aus der ganzen Welt vorstellt.
1901: Die österreichische Schriftstellerin Aimee Duc (Pseudonym von Minna Wettstein-Adelt) veröffentlicht Sind Es Frauen? einen Roman über eine Gruppe unabhängiger Frauen in Genf, eine der weltweit ersten positiven Darstellungen lesbischer Liebe.
1902: In England veröffentlicht Edward Carpenter Iolaus: An Anthology of Friendship (engl.: „Iolaus: Eine Anthologie der Freundschaft“), die erste englischsprachige Sammlung von Schriften zur gleichgeschlechtlichen Liebe von „heidnischer Zeit“ bis zur Gegenwart. Am 22. November stirbt Friedrich Alfred Krupp kurz nach Veröffentlichung ihn attackierender Presseberichte, vermutlich durch Suizid.

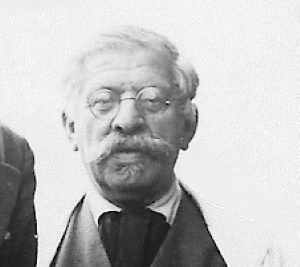
Dr. Magnus Hirschfeld (1868–1935)

1903: Magnus Hirschfeld überwacht in Berlin die erste breit angelegte Studie zu sexuellen Präferenz, von 6611 Studenten und Arbeiter geben 2,2 % an, mit anderen Männern Sex zu haben. In Russland wird die Strafe für homosexuelle Handlungen von fünf Jahren sibirischem Exil auf Gefängnisstrafen ab drei Monaten reduziert; Vladimir Nabokov, durch Hirschfelds Arbeit stark beeinflusst, setzt sich gemeinsam mit anderen Reformern für eine Entkriminalisierung der Homosexualität ein.
21. Februar 1903: In New York City wird von der New Yorker Polizei am 21. Februar die erste in den USA protokollierte Razzia in einem urnischen Badehaus, dem Ariston Hotel Baths, durchgeführt. 26 der 78 vorgefundenen Männer werden verhaftet, 12 wegen Vergehen gegen das Sodomie-Gesetz vor Gericht gestellt, und 7 von ihnen erhalten Gefängnisstrafen zwischen 4 und 20 Jahren.
1904: Im Januar verbannt Kaiser Franz Joseph I. von Österreich seinen schwulen Bruder Ludwig Viktor aus Wien. Am 9. Oktober schlägt die Frauenrechtlerin Theo Anna Sprüngli (1880–1953) in einer Rede vor dem Wissenschaftlich-Humanitären Komitee in Berlin unter ihrem Pseudonym Anna Rüling eine Vereinigung der Feministinnen mit den „uranischen“ Männern und Frauen vor, um die ähnlichen Interessen der beiden Bewegungen in ihrem Kampf für soziale Reformen voranzubringen.
1905: Sigmund Freud beschäftigt sich erstmals in den Drei Abhandlungen zur Sexualtheorie intensiv mit der Homosexualität, die er im Gegensatz zur gültigen Lehrmeinung der degenerativen Störung für eine Art Fehlentwicklung hält.
1906: In Russland publiziert Michail Alexejewitsch Kusmin Flügel, die Erzählung eines jungen Mannes, der den Wert seiner homoerotischen Neigung erkennt und zu schätzen lernt.
1907: Adolf Brand, Vorsitzender und Aktivist der Gemeinschaft der Eigenen, die an der Aufhebung des Paragraphen 175 arbeiteten, veröffentlicht ein Schriftstück, das den Kanzler des Deutschen Kaiserreichs, Fürst Bernhard von Bülow, als Homosexuellen outet. Der Fürst verklagt Brand wegen Verleumdung und kann seinen Namen reinwaschen, Brand wird zu einer 18-monatigen Haftstrafe verurteilt. Die bisexuelle russische Intellektuelle Lidiya Zinovyeva-Annibal veröffentlicht 33 Ungeheuer. Eine Frauenliebe im zaristischen St. Petersburg. – der erste russische Roman, der explizit die weibliche Homosexualität zum Thema hat. Sholem Aschs Theaterstück Der Gott der Rache feiert in Berlin Premiere, die Geschichte eines jüdischen Mädchens und Tochter eines Bordellbesitzers präsentiert als eines der ersten Stücke lesbische Liebesszenen auf einer modernen europäischen Bühne. In New York spricht der amerikanische Repräsentant des Wissenschaftlichen Humanitären Komitees Otto Spengler in der vermutlich ersten öffentlichen Rede dieser Art über die Homosexualität in den Vereinigten Staaten.
1907–1909: Die Harden-Eulenburg-Affäre erregt weltweites Aufsehen und feuert die gesellschaftspolitische Debatte in Deutschland an. Neben seinem Freund Philipp zu Eulenburg wird auch Kaiser Wilhelm II., seit 1886 regelmäßiger Gast im homoerotisch angehauchten Liebenberger Kreis, indirekt kompromittiert. Magnus Hirschfeld wird als Gutachter herangezogen. Die Affäre hat politische Auswirkungen und heizt die Homophobie im Deutschen Reich an. Kriegsminister General Karl von Einem fordert in einer Reichstagsrede vom 29. November 1907 homosexuelle Offiziere auf, ihren Abschied aus der Armee zu nehmen. Reichskanzler Bernhard von Bülow, der in die Affäre hineingezogen worden war, tritt zurück.
1908: Edward Prime Stevenson, ein amerikanischer Schriftsteller, der den größten Teil seines Lebens in Europa verbraucht hat, veröffentlicht unter einem Pseudonym The Intersexes: A History of Similisexualism as a Problem in Social Life in Italien. Das Buch ist der erste detaillierte Bericht über urnische Subkulturen in größeren US-amerikanischen Städten. In Deutschland scheitert ein Versuch, die weibliche Homosexualität unter Strafe zu stellen, nur knapp an der erforderlichen Mehrheit im Reichstag.
1910er-Jahre
1910: Emma Goldman spricht sich erstmals öffentlich für die Rechte Homosexueller aus.
1911: erscheint die Novelle Der Tod in Venedig von Thomas Mann.
1913: Der Begriff faggot (engl.: Schwuchtel) wird erstmals in Portland, Oregon als Synonym für Homosexuelle in einem Vokabelverzeichnis für kriminellen Jargon gedruckt.
1917: Die Oktoberrevolution in Russland führt zur Aufhebung des bisherigen Strafgesetzbuches, inklusive des Artikels 995.
3. Oktober 1918: In den letzten Wochen des Ersten Weltkriegs ernennt Kaiser Wilhelm II. seinen Cousin, den bisexuellen Prinzen Max von Baden, zum Reichskanzler. Nach der Novemberrevolution übergibt dieser das Amt an den Sozialdemokraten Friedrich Ebert.
1919: Magnus Hirschfeld gründet das Institut für Sexualwissenschaft in Berlin.
1920er-Jahre
1920: Der Ausdruck Gay wird das erstmals innerhalb der Subkultur als Synonym für homosexuell verwendet.
1921: Der erste Versuch, in der britischen Geschichte lesbische Beziehungen unter Strafe zu stellen, scheitert.
1922: Die Einführung eines neuen Strafgesetzbuches in der Sowjetunion entkriminalisiert offiziell homosexuelle Handlungen. Magnus Hirschfeld richtet eine Petition an den Reichstag zur Abschaffung des § 175 des Strafgesetzbuchs, die u. a. auch Thomas Mann unterschreibt. Am 18. November stirbt in Paris Marcel Proust, dessen Romanfolge Auf der Suche nach der verlorenen Zeit zwischen 1913 und 1927 erscheint.
1923: Der Ausdruck fag in Bezug auf Urnige wird erstmals in Nels Andersons The Hobo gedruckt
1924: Die erste Bürgerrechtsbewegung für Homosexuelle in den USA wird in Chicago gegründet The Society for Human Rights. Die Bewegung existiert nur einige Monate, bis sie durch die Polizei aufgelöst wird. Panama, Paraguay und Peru legalisieren die Homosexualität.
1925: Die polnisch-jüdische Migrantin Eva Kotchever eröffnet in New York City das erste Lokal für Lesben in der Stadt, genannt Eve Addams Tearoom. Beginn der bis 1928 dauernden Affäre zwischen Virginia Woolf und Vita Sackville-West. Klaus Mann veröffentlicht Der fromme Tanz. Das Abenteuerbuch einer Jugend. 1936 folgen Mephisto. Roman einer Karriere. und 1939 Der Vulkan. Roman unter Emigranten.
1928: The Well of Loneliness von Radclyffe Hall wird in den Vereinigten Staaten veröffentlicht. Dies löst sowohl heftige gesetzliche Debatten als auch öffentliche Diskussionen über Homosexualität aus.
1929: Am 22. Mai stirbt Katharine Lee Bates, die Autorin von America the Beautiful. Am 16. Oktober stimmt der deutsche Reichstag für eine Aufhebung des Paragraphen 175, die Machtergreifung der Nationalsozialisten verhindert die Umsetzung des Beschlusses.
1930er-Jahre
1930: Das neue dänische Strafgesetzbuch entkriminalisiert Homosexualität.
1931: Magnus Hirschfeld begibt sich ins Ausland und kehrt nicht nach Deutschland zurück; 1935 stirbt er in Nizza.
1932: Das neue polnische Strafgesetzbuch entkriminalisiert Homosexualität im gesamten Land.
1933: Die Nationalsozialistische Deutsche Arbeiterpartei (NSDAP) verbietet alle homosexuellen Vereinigungen. Homosexuelle werden in Konzentrationslager verbracht. Die Bibliothek in Magnus Hirschfelds Institut für Sexualwissenschaft wird verbrannt, das Institut vernichtet. Die Philippinen entkriminalisieren Homosexualität, während homosexuelle Handlungen in der UdSSR wieder unter Strafe gestellt werden.
1934: Uruguay entkriminalisiert Homosexualität. Hitler inszeniert den sogenannten „Röhm-Putsch“, um Säuberungen in der NSDAP vorzunehmen, wobei homosexuelle Netzwerke beseitigt werden.
1936: Der spanische Dichter Federico García Lorca wird anfangs des Bürgerkrieges erschossen.
1937: Der rosa Winkel wird erstmals für schwule Männer in deutschen Konzentrationslagern verwendet.
1939: Christopher Isherwood veröffentlicht Goodbye to Berlin (deutsch: Leb wohl, Berlin)
1940er-Jahre
1940: Island entkriminalisiert Homosexualität.
1941: Transsexualität wird erstmals in Bezug zu Homo- und Bisexualität gesetzt.
1942: Die Schweiz entkriminalisiert Homosexualität, sofern die Beteiligten über 20 Jahre alt sind.
1944: Schweden entkriminalisiert Homosexualität, sofern die Beteiligten über 20 Jahre alt sind. Der schwule König Gustav V. hält Schweden ab 1941 aus dem Zweiten Weltkrieg heraus, indem er eine „deutschfreundliche“ Politik durchsetzt und Truppendurchquerungen erlaubt. Surinam legalisiert Homosexualität.
1945: Bei der Befreiung der deutschen Konzentrationslager durch die Alliierten wurden diejenigen, die wegen homosexueller Vorwürfe interniert waren, nicht befreit; sie mussten ihre Strafen gemäß dem Paragraphen 175 abbüßen. Portugal entkriminalisiert Homosexualität zum zweiten Mal in seiner Geschichte.
1946: COC Nederland (damals Cultuur- en Ontspannings Centrum), eine der ersten homophilen Organisationen wird in den Niederlanden gegründet. COC ist bis heute die älteste bestehende LBGT-Vereinigung.
1947: Vice Versa, die erste LBGT-bezogene Veröffentlichung in Nordamerika, wird von Edith Eyde in Los Angeles geschrieben und im Selbstverlag publiziert.
1948: Die homosexuelle Gruppierung Forbundet af 1948 („Liga von 1948“) wird in Dänemark gegründet. Die kommunistischen Machthaber in Polen legen 15 Jahre als Schutzalter fest, ab dem jedwede sexuellen Handlungen straffrei sind, unabhängig ob hetero- oder homosexuell. Gore Vidal veröffentlicht mit The City and the Pillar den ersten Roman der US-Literatur, der offen und zwanglos im homosexuellen Milieu spielt und auch gleichgeschlechtlichen Sex in der US Navy im Zweiten Weltkrieg thematisiert.
1950er-Jahre
1950: Die Riksförbundet för homosexuellas, bisexuellas och transpersoners rättigheter (RFSL – Föderation für die Rechte von Lesben, Schwulen, Bisexuellen und Transpersonen) wird in Schweden gegründet. Die Regierung der Deutschen Demokratischen Republik (DDR) hebt die Zusätze der Nationalsozialisten zum Paragraphen 175 teilweise auf. Die Mattachine Society, die erste amerikanische homosexuelle Vereinigung wird in Los Angeles gegründet. 190 Personen in den USA werden aufgrund ihrer sexuellen Orientierung aus dem öffentlichen Dienst entlassen, der Beginn der sogenannten „Lavender scare“.
1951: Jordanien sowie Griechenland entkriminalisieren Homosexualität.
1952: Dale Jennings benutzt erfolgreich die Verteidigungsstrategie der Anstiftung um die Bestechungsvorwürfe abzuwehren. ONE, Inc. eine frühe Schwulenbewegung wird in Kalifornien gegründet.
1954: Am 7. Juni verstirbt Alan Turing aufgrund einer Zyanidvergiftung, 18 Monate nachdem er eine einjährige libidodämpfende Hormonbehandlung als Strafe für Homosexualität erhalten hat. Die erste homosexuelle Vereinigung Frankreichs, Arcadie, wird gegründet.
1955: Die Daughters of Bilitis, die erste lesbische Bürgerrechtsvereinigung der USA werden in San Francisco, Kalifornien gegründet.
1956: Thailand entkriminalisiert homosexuelle Handlungen.
1957: Der US-amerikanische Arzt Harry Benjamin prägt den Ausdruck „transsexuell“. Der Wolfenden Report empfiehlt die Entkriminalisierung einvernehmlichen homosexuellen Verhaltens zwischen Erwachsenen im Vereinigten Königreich. Die Psychologin Evelyn Hooker veröffentlicht eine Studie, nach der homosexuelle Männer genau so gut angepasst sind wie nicht-homosexuelle Männer; diese Studie wird ein entscheidender Faktor, um die Entfernung der Homosexualität im Jahre 1973 aus dem Handbuch der geistigen Störungen der American Psychiatric Association (Vereinigung amerikanischer Psychiater) voranzutreiben.
1958: Die Homosexual Law Reform Society (Gesellschaft zur Reform homosexueller Gesetze) wird im Vereinigten Königreich gegründet. Barbara Gittings gründet die New Yorker Sektion der Daughters of Bilitis.
1960er-Jahre
1961: Die Tschechoslowakei und Ungarn entkriminalisieren Sodomie. Der Vatikan erklärt, dass es niemandem, der von der „perversen Neigung“ zu Homosexualität betroffen ist, erlaubt sein sollte, kirchliche Gelübde abzulegen oder in der römisch-katholischen Kirche ordiniert zu werden. Jose Sarria ist mit seiner Kandidatur für den San Francisco Board of Supervisors (Stadtrat von San Francisco) weltweit der erste offen Schwule, der sich für ein öffentliches Amt zur Wahl stellt.
1962: Illinois ist der erste Bundesstaat der USA, der die Sodomie-Gesetze aus dem Strafgesetzbuch streicht.
1963: Israel entkriminalisiert mit einer Entscheidung gegen den entsprechenden Passus im alten britischen Mandatsgesetz von 1936 de facto Sodomie und sexuelle Handlungen zwischen Männern (das vorangegangene Gesetz wurde tatsächlich nie angewandt).
1964: Am 19. September fand die erste öffentliche Demonstration für die Rechte von Homosexuellen nach dem Zweiten Weltkrieg statt. Vor dem US Army induction center in der Whitehall Street in New York City hielten zehn Männer und Frauen (vier Homosexuelle und sechs heterosexuelle Unterstützer) eine Mahnwache gegen die Ausmusterung und unehrenhafte Entlassung von Homosexuellen ab. Gesponsert wurde die Veranstaltung von der Sexual Freedom League. In Les Crane Show tritt mit Randy Wicker die erste offen homosexuelle Person im US-amerikanischen nationalen Fernsehen auf. Nach diesem Auftritt erhält er viele Briefe von Schwulen und Lesben aus dem ganzen Land.
1965: In den USA finden an der Ostküste über das Jahr verteilt mehrere Mahnwachen für die Rechte von Homosexuellen statt, von denen einige medial wahrgenommen wurden.
1966: Die National Planning Conference of Homophile Organizations (Nationale Planungskonferenz homophiler Organisationen) wird gegründet (1967 umbenannt in NACHO – North American Conference of Homophile Organizations). Der Compton’s Cafeteria Riot (Comptons Cafeteria Aufstand) von Transgeschlechtlichen und Crossdressern in Los Angeles findet statt.
1967: Der Tschad entkriminalisiert Homosexualität. Der Sexual Offences Act 1967 entkriminalisiert männliches homosexuelles Verhalten in England und Wales. Wainwright Churchill veröffentlicht in dem Buch Homosexual Behavior Among Males (engl.: „Homosexuelles Verhalten unter Männern“) die bahnbrechende wissenschaftliche Studie, die Homosexualität als Lebensrealität behandelt und den Begriff „Homoerotophobie“ als möglichen Vorboten der Homophobie prägt. In New York wird die erste homosexuell orientierte Buchhandlung, der Oscar Wilde Bookshop eröffnet. In Argentinien wird die erste lateinamerikanische Homosexuellenorganisation Nuestro Mundo (span.: Unsere Welt) gegründet. Eine Razzia in der Black Cat Bar in San Francisco gibt der schwulen Bürgerrechtsbewegung neuen Antrieb.
1968: Paragraph 175 wird in Ostdeutschland abgeschwächt, homosexuelle Handlung sind für über 18-Jährige zukünftig straffrei. Bulgarien entkriminalisiert homosexuelle Handlungen zwischen Erwachsenen.
1969: In New York findet der Stonewall-Aufstand statt. Paragraph 175 wird in Westdeutschland abgemildert. Homosexuelles Verhalten wird in Kanada ab einem Alter von 21 mit sexuellen Handlungen und ab dem 14. Lebensjahr ohne sexuelle Handlungen legalisiert, ein Zitat des kanadischen Premierministers aus diesem Jahr: The government has no business in the bedrooms of the nation (engl.: „Die Regierung hat in den Schlafzimmern der Nation nichts verloren“). Polen entkriminalisiert die homosexuelle Prostitution. Die erste amerikanische Studentengruppe für Homosexuelle FREE entsteht an der University of Minnesota. Eine Sektion der Daughters of Bilitis wird in Melbourne gegründet und wird als erste australische homosexuelle Bürgerrechtsorganisation betrachtet. Luchino Visconti thematisiert in seinem Film Die Verdammten den „Röhm-Putsch“ von 1934.
1970er-Jahre
1970: Der erste Gay Liberation Day March (engl. „Marsch zum Tag der Befreiung der Schwulen“) findet in New York statt. Der erste Gay Freedom Day March (engl. Marsch zum schwulen Tag der Freiheit) findet in Los Angeles statt. Der erste „Gay-in“ findet in San Francisco statt. In Australien wird die CAMP (Campaign Against Moral Prosecution – engl.: „Kampagne gegen die moralische Verfolgung“) gegründet.
1971: In Melbourne wird die homosexuelle Bürgerrechtsorganisation Society Five gegründet. Homosexualität wird in Österreich, Costa Rica und Finnland legalisiert. Die amerikanischen Bundesstaaten Colorado und Oregon heben die Sodomie-Gesetze auf. Der US-Bundesstaat Idaho hebt die Gesetze ebenfalls auf, führt sie aber wegen der Entrüstung unter den Mormonen und Katholiken wieder ein. Die Niederlande setzen das Schutzalter für homosexuellen Handlungen auf 16 und passen dies damit an die heterosexuelle Gesetzeslage an. Die Libertäre Partei der USA fordert eine Aufhebung aller Gesetze, die opferlose Straftaten behandeln, darunter die Sodomie-Gesetze. Frank Kameny ist der erste offen schwule Kandidat für den Kongress der Vereinigten Staaten. Die University of Michigan richtet das erste akademische Büro für LBGT-Programme ein, bekannt als das Gay Advocate’s Office (engl.: Büro des Anwalts der Schwulen). Der Film Tod in Venedig von Luchino Visconti löst Kontroversen aus.
1972: Schweden wird das weltweit erste Land, das Transgeschlechtlichen die legale Änderung ihres Geschlechts erlaubt und eine kostenlose Hormontherapie anbietet. Hawaii legalisiert Homosexualität. In Südaustralien führt die Dunstan-Regierung eine Art Schutz einvernehmlicher Erwachsener ein; dieser Schutz wurde durch einen Gesetzesentwurf von Murray Hill, dem Vater des früheren Verteidigungsministers Robert Hill initiiert und hebt 1975 die staatlichen Sodomie-Gesetze auf. Norwegen legalisiert Homosexualität. East Lansing, Ann Arbor und San Francisco sind die ersten Gemeinden in den USA, die eine Verordnung für die Rechte von Homosexuellen erlassen. In Münster findet die erste Schwulendemo der Bundesrepublik Deutschland statt.
1973: Die American Psychiatric Association (Amerikanische Psychiatrische Gesellschaft) streicht Homosexualität aus seinem Katalog geistiger Krankheiten, dem Diagnostic and Statistical Manual of Mental Disorders (DSM-II); diese Entscheidung basiert überwiegend auf den Studien und der Fürsprache von Evelyn Hooker. Malta legalisiert Homosexualität. In der Bundesrepublik Deutschland (damals nur Westdeutschland) wird das Alter, ab dem homosexuelle Handlungen erlaubt sind, auf 18 herabgesetzt, obwohl das Schutzalter für heterosexuelle Handlungen bei 14 Jahren liegt.
1974: Mit der Wahl in den Stadtrat von Ann Arbor wird Kathy Kozachenko die erste offen homosexuelle Amerikanerin, die je in ein öffentliches Amt gewählt wird. Ohio hebt die Sodomie-Gesetze auf. In London wird die erste offizielle Telefonseelsorge für LBGT-Ratsuchende eröffnet, die London Lesbian and Gay Switchboard; ein Jahr später folgt die Brighton Lesbian and Gay Switchboard.
1975: Mit dem Gewinn der Wahl um einen Sitz im Massachusetts State House wird Elaine Noble die zweite offen homosexuelle Amerikanerin, die in ein öffentliches Amt gewählt wird. Südaustralien wird der erste australische Staat, der Homosexualität zwischen einvernehmlichen Erwachsenen in einem nicht öffentlichen Umfeld erlaubt. Panama ist das zweite Land der Welt, das Transgeschlechtlichen erlaubt, nach der geschlechtsanpassenden Operation ihre persönlichkeitsbezogenen Dokumente an ihr neues Geschlecht anzugleichen.
1976: In Australien werden die Homosexual Law Reform Coalition (engl.: Koalition für die Rechte Homosexueller) und die Gay Teachers Group (engl.: Verein Schwuler Lehrer) gegründet. Der Bundesstaat Australian Capital Territory entkriminalisiert private homosexuelle Handlungen zwischen einvernehmlichen Erwachsenen. In Dänemark wird das Schutzalter angepasst.
1977: Harvey Milk wird in San Francisco in die Stadt- und Countyverwaltung gewählt und ist damit der dritte offen Homosexuelle, der in den USA ein öffentliches Amt innehat. Der Verwaltungsbezirk Dade County in Florida erlässt eine Verordnung zu den Bürgerrechten, es wird im selben Jahr nach einer von Anita Bryant angeführten, militanten Kampagne gegen die Rechte von Homosexuellen widerrufen. Québec ist die erste größere Verwaltungseinheit der Welt, die die Diskriminierung aufgrund sexuellen Orientierung im öffentlichen und privaten Bereich untersagt. Kroatien, Montenegro, Slowenien und Vojvodina legalisieren Homosexualität.
1978: Robert Grant gründet die Christian Voice (engl.: Christliche Stimme), um seinen nationalen Kreuzzug gegen die Rechte der Homosexuellen in den USA zu beginnen. In San Francisco werden Harvey Milk und der Bürgermeister George Moscone vom früheren Stadtratsmitglied Dan White erschossen. Der Sydney Gay and Lesbian Mardi Gras, ein schwul-lesbischer Karneval in Sydney findet das erste Mal statt. Die Regenbogenflagge wird das erste Mal im Zusammenhang mit der Gay-Pride-Bewegung verwendet. In Schweden wird das Schutzalter vereinheitlicht. Die erste lesbisch-feministische BDSM-Organisation, Samois wird in San Francisco gegründet, bekannte Mitglieder der Gruppe sind Pat Califia und Gayle Rubin, die Gruppe zählt zu den frühesten Vertretern des sex-positiven Feminismus.
1979: Der erste Protestmarsch für homosexuelle Rechte findet in Washington, D.C. statt. Harry Hay beruft die erste Versammlung der Radical Faeries (engl.: Radikale Feen) in Arizona ein. Kuba und Spanien entkriminalisieren Homosexualität.
1980er-Jahre
1980: Die Democratic National Convention (engl.: Nationale Versammlung der Demokraten) ist die erste große politische Partei in Amerika, die der Forderung nach homosexuellen Bürgerrechten eine Plattform gibt. Schottland entkriminalisiert Homosexualität; David McReynolds ist der erste LBGTler, der sich um das Amt des amerikanischen Präsidenten bewirbt, er steht auf der Kandidatenliste der Sozialistischen Partei der USA.
1981: Der Europäische Gerichtshof für Menschenrechte erklärt im Prozess „Dudgeon v. United Kingdom“ die Kriminalisierung Homosexueller in Nordirland für unzulässig, dies führt dort im Folgejahr zur Entkriminalisierung homosexueller Praktiken. Victoria, Australien und Kolumbien entkriminalisieren Homosexualität und setzen ein einheitliches Schutzalter für sexuelle Handlungen fest. Die Moral Majority (engl.: Moralische Mehrheit) beginnt ihren antihomosexuellen Kreuzzug. Norwegen ist das erste Land der Welt, das ein Antidiskriminierungsgesetz zum Schutz Homosexueller erlässt. Die erste geschlechtsanpassende Operation Hongkongs wird durchgeführt.
1982: Frankreich passt das Schutzalter an. Die ersten Gay Games finden in San Francisco statt und ziehen rund 1600 Teilnehmer an. Nordirland entkriminalisiert Homosexualität. Wisconsin ist der erste amerikanische Bundesstaat, der die Diskriminierung Homosexueller verbietet. New South Wales ist der erste australische Staat, der die Diskriminierung aufgrund vermuteter oder tatsächlicher Homosexualität unter Strafe stellt. Rainer Werner Fassbinder dreht seinen letzten Film Querelle nach einem Roman von Jean Genet.
1983: Gerry Studds, der Repräsentant Massachusetts im amerikanischen Kongress outet sich als Homosexueller und ist damit das erste homosexuelle Mitglied des Kongresses. Guernsey (inklusive Alderney, Herm und Sark) sowie Portugal entkriminalisieren Homosexualität. AIDS wird von Reverend Jerry Falwell als „schwuler Fluch“ bezeichnet.
1984: Deutschland wird von der Kießling-Affäre erschüttert, der vermeintlich homosexuelle General wird vom Verteidigungsminister entlassen. In Hongkong entsteht die schwul-lesbische Organisation Ten Percent Club (engl.: Zehn-Prozent-Club). Die Wähler des US-Bundesstaates Massachusetts wählen Gerry Studds, trotz der Enthüllung seiner Homosexualität im Vorjahr, wieder zu ihrem Repräsentanten. New South Wales und das Northern Territory in Australien legalisieren homosexuelle Handlungen. Chris Smith, Baron Smith of Finsbury, erklärt nach seiner Wahl ins britische Parlament: “My name is Chris Smith. I’m the Labour MP for Islington South and Finsbury, and I’m gay” (engl.: „Mein Name ist Chris Smith, ich bin Abgeordneter der Labour Partei für den Wahlkreis Islington South und Finsbury, und ich bin schwul“). Er ist der erste offen schwule Politiker im britischen Parlament. Die Comunidad Homosexual Argentina, (CHA – span.: Homosexuelle Vereinigung Argentiniens) vereint durch ihr Entstehen etliche andere und schon länger bestehende Gruppen.
1985: Frankreich untersagt die Diskriminierung aufgrund des Lebensstils (franz.: moeurs) bei Arbeit und Dienstleistungen. Das erste Mahnmal für die schwulen Opfer des Holocaust wird errichtet. Belgien gleicht das Schutzalter an. Der AIDS-Tod des Filmschauspielers Rock Hudson, eines Freundes und Ex-Kollegen des US-Präsidenten Ronald Reagan, bringt die Immunschwächekrankheit, die vor allem unter homosexuellen Männern grassiert, erstmals ins Bewusstsein einer breiten Öffentlichkeit.
1986: In Neuseeland wird der Homosexual Law Reform Act (engl.: Reform homosexueller Gesetze) verabschiedet, der Geschlechtsverkehr zwischen Männern über 16 wird dadurch legalisiert. Im Fall „Bowers v. Hardwick“ hält der oberste amerikanische Gerichtshof, der Supreme Court am Gesetz Georgias fest, das oralen oder analen Sex verbietet; damit entscheiden die Richter, dass das verfassungsmäßige Recht auf Privatsphäre homosexuelle Beziehungen nicht einschließt. Allerdings macht der Supreme Court keine Aussage dazu, ob das Gesetz auf Heterosexuelle angewandt werden sollte oder nicht.
1987: ACT UP (AIDS Coalition to Unleash Power) veranstaltet seine erste große Protestdemonstration, 17 Demonstranten werden verhaftet. Der amerikanische Kongressabgeordnete Barney Frank hat sein Coming-out. Homomonument, ein Mahnmal für die verfolgten Homosexuellen in Amsterdam wird eröffnet.
1988: Schweden ist das erste Land, das Gesetze verabschiedet, die die Rechte der Homosexuellen in den Bereichen der Sozialen Dienste, der Steuern und des Erbrechts schützen. „Section 28“ wird in England und Wales verabschiedet, Schottland verabschiedet eine beinahe gleichlautende gesetzliche Regelung. Svend Robinson, Mitglied des kanadischen Parlaments, macht seine Homosexualität öffentlich. Kanada setzt das Schutzalter homosexueller Handlungen auf 18 herab. Belize und Israel entkriminalisieren (de jure) Sodomie und sexuelle Handlungen zwischen Männern (der seit 1936 existierende entsprechende Abschnitt des vorangegangenen Gesetzes aus der Zeit des britischen Mandats wurde nie angewandt).
1989: Western Australia legalisiert die männliche Homosexualität, Liechtenstein legalisiert Homosexualität. Dänemark ist weltweit die erste Nation, die Gesetze für eingetragene Partnerschaften für gleichgeschlechtliche Paare verabschiedet; weitestgehend haben diese Paare die gleichen Rechte, die aus einer Eheschließung resultieren, davon ausgenommen das Recht auf Adoption und eine kirchliche Trauung.
1990er-Jahre
1990: Die englische LGBT-Bürgerrechts- und Aktionsgruppe OutRage! formiert sich. In der Tschechoslowakei wird das gesetzliche Schutzalter angeglichen. Jersey legalisiert homosexuelle Handlungen. Justin Fashanu ist der erste professionelle Footballspieler, der sich in der Presse outet.
1991: Die Bahamas, Hongkong, die Ukraine und Queensland in Australien entkriminalisieren Homosexualität. Die „Rote Schleife“ wird erstmals als Symbol der Kampagne gegen AIDS/HIV verwendet.
1992: Die Weltgesundheitsorganisation (WHO) entfernt Homosexualität vom ICD-10, der internationalen Klassifikation von Krankheiten. Australien erlaubt homosexuellen Männern erstmals, im Militär zu dienen. Die Isle of Man, Estland und Lettland legalisieren Homosexualität. Island, Luxemburg und die Schweiz gleichen die betreffenden Schutzalterstufen an. Nicaragua stellt Homosexualität wieder unter Strafe.
1993: Brandon Teena wird vergewaltigt und ermordet. Der dritte Protestmarsch für die Rechte Homosexueller findet in Washington statt. Die Sodomie-Gesetze auf der Norfolkinsel und in der Republik Irland werden aufgehoben. Gibraltar und Russland entkriminalisieren einvernehmliche männliche Sodomie (mit Ausnahme Tschetscheniens). Litauen legalisiert Homosexualität. Norwegen erlässt Gesetze, die eine eingetragene Partnerschaft gleichgeschlechtlicher Paare, die mit den gleichen Rechten verheirateter Paare ausgestattet sind; hiervon ausgenommen das Recht auf Adoption und kirchliche Eheschließung.
1994: Bermuda, Serbien (inklusive des Kosovo) und Südafrika legalisieren Homosexualität. Das Vereinigte Königreich reduziert das Schutzalter, ab dem homosexuelle Handlungen unter Männern erlaubt sind, auf 18 Jahre. Die AMA (Amerikanische Medizinische Gesellschaft) verurteilt angebliche Heilungen von Homosexuellen. Kanada gewährt Homosexuellen, deren Wohlergehen in ihrem Heimatland gefährdet ist, Asyl. In Deutschland wird der Paragraph 175 aufgehoben. Israels oberster Gerichtshof stellt die Rechte homosexueller Paare mit den Rechten der heterosexuellen Paare, die nach den üblichen Gesetzen zusammenleben, gleich.
1995: Schweden erlaubt eingetragene Partnerschaften. Der oberste Gerichtshof Kanadas, der Supreme Court of Canada stellt die sexuelle Orientierung unter die geschützten Rechte der Canadian Charter of Rights and Freedoms (engl. Kanadische Charta der Menschenrechte), die Diskriminierung aus diesen Gründen soll ausgeschlossen werden. Albanien und Moldawien entkriminalisieren Homosexualität.
1996: Das Schutzalter ab dem sexuelle Handlungen erlaubt sind, wird in Burkina Faso angeglichen. Island erlaubt eingetragene Partnerschaften. Ungarn erkennt gleichgeschlechtliche Partnerschaften in nichtregistrierten häuslichen Gemeinschaften an. Rumänien entkriminalisiert Homosexualität, solange sie keinen Skandal verursacht. Mazedonien entkriminalisiert Homosexualität.
1997: Südafrika ist die erste Nation, die das Verbot der Diskriminierung aufgrund der sexuellen Orientierung in seine geltende Verfassung aufnimmt. Das Vereinigte Königreich erweitert das Nachzugsrecht im Zuge der Immigration auf gleichgeschlechtliche Paare – analog zu den Rechten verheirateter Paare. Fidschi wird das zweite Land, das den Schutz vor Diskriminierung aufgrund der sexuellen Orientierung in seine Verfassung aufnimmt. Die Gesetze, die nicht-öffentliche homosexuelle Akte untersagen, werden in Tasmanien als letztem Staat Australiens aufgehoben; ebenso in Ecuador; in Russland werden die gesetzlichen Bestimmungen des Schutzalters angepasst.
1998: Matthew Shepard wird ermordet. Das Gesetz zur Gleichbehandlung in der Arbeitswelt („The Employment Equality Act“) wird in Irland eingeführt, das die Kündigung aufgrund der sexuellen Orientierung erfasst. Sexuelle Orientierung wird in die Menschenrechtserklärung (ILPA) von Alberta aufgenommen, zugrunde liegend ist der Fall „Vriend v. Alberta“. Ecuador ist das dritte Land, das die Diskriminierung aufgrund der sexuellen Orientierung ausdrücklich verbietet. Bosnien-Herzegowina, Chile, Kasachstan, Kirgisien und Tadschikistan legalisieren Homosexualität. Kroatien und Lettland gleichen das Schutzalter an. Zypern entkriminalisiert Homosexualität.
1999: Kalifornien erlässt ein Gesetz für zusammenlebende Paare. Frankreich erlässt Gesetze zur eingetragenen Partnerschaft. In England wird die Queer Youth Alliance (engl.: Allianz der Queeren Jugend) gegründet. Israels oberster Gerichtshof erkennt eine lesbische Partnerin als zweite legale Mutter des biologischen Sohns ihrer Lebensgefährtin an. In Finnland wird das Schutzalter für sexuelle Handlungen gleichgestellt.
2000er Jahre
2000: Georgien, Aserbaidschan und Gabun legalisieren Homosexualität, das Verbot der Förderung der Homosexualität, Verbreitung homosexueller Schriften („Clause 28“) in Schottland wird aufgehoben. Großbritannien, Belarus und Israel gleichen ihr Schutzalter an. Vermont wird der erste Staat der USA, der gleichgeschlechtliche Lebenspartnerschaften legalisiert. Der Deutsche Bundestag entschuldigt sich offiziell bei den Schwulen und Lesben, die unter den Nationalsozialisten verfolgt wurden und für den Schaden, der homosexuellen Bürgern bis 1969 zugefügt wurde. Der 1. World Pride findet in Rom statt.
2001: Alle Staaten des Vereinigten Königreiches legalisieren Homosexualität, sofern sie das nicht bereits getan haben. In Berlin wird der offen schwule Politiker Klaus Wowereit zum Regierenden Bürgermeister gewählt. Daneben erlässt die deutsche Bundesregierung ein Gesetz zur eingetragenen Lebensgemeinschaft. Mit der Legalisierung der gleichgeschlechtlichen Ehe sind die Niederlande das erste Land der Erde, in dem diese Lebensform anerkannt wird.
2002: In China wird Homosexualität entkriminalisiert. Rumänien hebt Artikel 200 auf, der benutzt wurde, um „skandalöse Sodomie“ zu verbieten. Ein Gesetz für Lebenspartnerschaften wird in Buenos Aires erlassen, damit wird sie zur ersten lateinamerikanischen Stadt, die gleichgeschlechtliche Verbindungen legalisiert. Schweden erlaubt die Adoption von Kindern für gleichgeschlechtliche Paare. Der offen schwule niederländische Politiker Pim Fortuyn wird von dem Umweltschützer und linken Aktivisten Volkert van der Graaf ermordet.
2003: Belize stellt Homosexualität wieder unter Strafe. Darüber hinaus wird die gleichgeschlechtliche Ehe in Belgien legalisiert.
2004: Massachusetts erlaubt die gleichgeschlechtliche Ehe, während dies in elf anderen Bundesstaaten durch öffentliche Referenden verhindert wird. Die häusliche Lebensgemeinschaft wird in New Jersey legalisiert. Australien verbietet die gleichgeschlechtliche Ehe, während in Neuseeland bürgerliche Lebensgemeinschaften erlaubt werden. In Luxemburg werden eingetragene Gemeinschaften zugelassen. Gleichgeschlechtliche Ehepaare erhalten in Belgien das Recht zur Adoption und werden der Ehe gleichgestellt.
2005: Neuseeland ist das erste Land der Welt, das Verbrechen aus Hass und die arbeitsrechtliche Diskriminierung aufgrund der geschlechtlichen Identität verbietet. Uganda und Lettland ändern ihre Verfassung, um gleichgeschlechtliche Ehen zu verhindern. Die gleichgeschlechtliche Ehe wird, gemeinsam mit dem Recht zur Adoption, in Spanien und Kanada legalisiert. Der oberste Gerichtshof Südafrikas entscheidet, dass es der Verfassung widerspräche, schwule Ehen zu untersagen, was am 1. Dezember 2006 zur Legalisierung gleichgeschlechtlicher Ehen führt. Andorra erkennt gleichgeschlechtliche Partner in sogenannten „stabilen Beziehungen“ an. Das Vereinigte Königreich führt zivile Partnerschaften ein, die bis auf die Eheschließung selbst, rechtlich der Ehe gleichgestellt sind. Zwei homosexuelle, männliche Teenager namens Mahmoud Asgari und Ayaz Marhoni werden im Iran hingerichtet. Der 2. Baltic Pride findet in der lettischen Hauptstadt Riga unter massiven Gegenprotesten und dem Schutz der Polizei statt. Der vorausgegangene 1. Baltic Pride war noch ohne Zwischenfälle verlaufen. Der auf der Novelle von Annie Proulx basierende Film Brokeback Mountain des taiwanesischen Regisseurs Ang Lee kommt in die Kinos.
2006: Deutschland schließt die Geschlechtsidentität in die Gesetze zum Schutz vor Diskriminierung ein. Auf den Faröern wird die Diskriminierung aufgrund der sexuellen Orientierung aufgrund einer knappen Entscheidung von 17:15 unzulässig. Missouri legalisiert die Homosexualität zwischen einvernehmlichen Erwachsenen. In den Vereinigten Staaten schafft das Federal Marriage Amendment einen Verfassungszusatz, durch den ausschließlich heterosexuelle Ehen in den USA erlaubt werden sollen., knapp nicht den amerikanischen Senat zu passieren. Südafrika legalisiert die gleichgeschlechtliche Ehe. Der oberste Gerichtshof Israels weist die Gesetzgebung an, gleichgeschlechtliche Ehen, die im Ausland geschlossen wurden, anzuerkennen.
2007: Das Gleichstellungsgesetz (“Equality Act 2006”) im Vereinigten Königreich wird verabschiedet, dabei wird eine Kommission für Gleichstellung und Menschenrechte (Commission for Equality and Human Rights) gegründet. Oregon, Colorado, Ohio und Iowa verbieten die Diskriminierung aufgrund der sexuellen Orientierung oder der Geschlechtsidentität im privaten Bereich. Nepal und die Türkische Republik Nordzypern legalisieren Homosexualität aufgrund einer Anweisung des jeweiligen obersten Gerichtshofes. Die eingetragene Partnerschaft tritt in der Schweiz in Kraft. Die erste Gay Pride Parade, die überhaupt in einem muslimischen Land stattfindet, wird in Istanbul, Türkei veranstaltet. Am 9. August ist der Kabelkanal Logo TV der erste Gastgeber einer Debatte der Präsidentschaftskandidaten, die sich ausschließlich mit LGBT-Angelegenheiten beschäftigt. Sechs demokratische Kandidaten nehmen daran teil, während alle republikanischen Kandidaten die Einladung ablehnen.
2008: Unter Führung Frankreichs wird mit der Erklärung der Vereinten Nationen über die sexuelle Orientierung und geschlechtliche Identität erstmals auf UNO-Ebene in der Vollversammlung ein Antrag aller EU-Staaten auf Legalisierung von Homosexualität gestellt. In rund 75 von 192 UNO-Mitgliedsstaaten ist Homosexualität Ende 2008 strafbar. Gesetze zur bürgerlichen Lebensgemeinschaft treten in den US-Bundesstaaten New Hampshire und Oregon in Kraft. In Kalifornien erlaubt der kalifornische Bundesgerichtshof die gleichgeschlechtliche Ehe und in Connecticut wird die Ehe geöffnet.
2009: Zum 1. Januar 2009 tritt in Norwegen das Gesetz zur gleichgeschlechtlichen Ehe in Kraft. Am 1. Mai 2009 öffnet Schweden die Ehe für gleichgeschlechtliche Paare. In den Bundesstaaten Nevada, Wisconsin und Colorado treten Partnerschaftsgesetze in Kraft. Am 2. Juli 2009 erklärte der High Court von Delhi das Gesetz zur Strafbarkeit homosexueller Handlungen für verfassungswidrig. Homosexualität ist damit legalisiert. Allerdings wurde diese Entscheidung durch das oberste Gericht Indiens revidiert. Im Juli werden in Ungarn eingetragene Lebenspartnerschaften zugelassen, das Gesetz schließt aber die Möglichkeit der Adoption von Kindern aus. In Argentinien heiratet im Dezember 2009 das erste gleichgeschlechtliche Paar in Lateinamerika. In den Bundesstaaten Iowa und Vermont wird die Ehe geöffnet. Am 1. Februar 2009 wählt Island die erste offen lesbische Regierungschefin der Welt, Jóhanna Sigurðardóttir.
2010: Ab Januar 2010 tritt in Österreich das Eingetragene Partnerschaft-Gesetz in Kraft. Im März 2010 tritt in Mexiko-Stadt das Gesetz zur Eheöffnung in Kraft, und die ersten homosexuellen Paare in Mittelamerika können dort heiraten. Anfang Juli 2010 wird die Ehe in Island für homosexuelle Paare zugelassen. Im August 2010 wird die Ehe in Argentinien für homosexuelle Paare zugelassen. Zwei schwule Männer in Malawi, die wegen Eheschließung zu 14 Jahren Zwangsarbeit verurteilt worden sind, werden vom Präsidenten des Landes auf Druck der UNO begnadigt. Der EuroPride findet zum ersten Mal in einem neuen EU-Mitgliedsland statt, nämlich in der polnischen Hauptstadt Warschau. In Sankt Petersburg findet die erste staatlich genehmigte LGBT-Demonstration in Russland statt. In der belarussischen Hauptstadt Minsk werden Teilnehmer einer LGBT-Demonstration von der Polizei verhaftet. In Albanien scheitert ein von der Regierung vorgelegter Gesetzentwurf zur gleichgeschlechtlichen Ehe im Parlament, aufgrund lauter Kritik von Vertretern der muslimischen, orthodoxen, katholischen und evangelischen Religionsgemeinschaften.
2011: In Irland tritt am 1. Januar 2011 das Partnerschaftsgesetz in Kraft. In den Vereinigten Staaten treten Lebenspartnerschaftsgesetze in den Bundesstaaten Hawaii, Illinois, Delaware und Rhode Island in Kraft. In Liechtenstein tritt am 1. September 2011 das Partnerschaftsgesetz in Kraft. New York öffnet im Juni 2011 als sechster US-Bundesstaat die Ehe für gleichgeschlechtliche Paare. Im Menschenrechtsrat der Vereinten Nationen wird erstmals mit knapper Mehrheit eine Resolution zur Entkriminalisierung der Homosexualität verabschiedet. Mit Elio Di Rupo erhält Belgien den ersten offen schwulen Regierungschef weltweit.
2012: Im afrikanischen Inselstaat Sao Tomé und Principe werden homosexuelle Handlungen legalisiert. In Dänemark tritt zum 15. Juni 2012 das Gesetz zur Eheöffnung in Kraft. In den US-amerikanischen Bundesstaaten Maine, Maryland und Washington wird die Ehe geöffnet.
2013: In Frankreich tritt Ende Mai das Gesetz zur Eheöffnung in Kraft. In Uruguay tritt zum Juli 2013 das Gesetz zur Eheöffnung in Kraft. In Neuseeland tritt zum August 2013 das Gesetz zur Eheöffnung in Kraft. In Brasilien öffnen die Bundesstaaten Mato Grosso do Sul, Ceará und Paraná die Ehe. In den US-amerikanischen Bundesstaaten Rhode Island, Delaware, Minnesota, Illinois, New Jersey und Hawaii wird die Ehe geöffnet. Im Bundesstaat Kalifornien wird die Ehe nach einem Urteil des Supreme Court erneut geöffnet. Im Bundesstaat New Mexico wird die Ehe nach Gerichtsurteil geöffnet. In Kolumbien werden gleichgeschlechtliche Ehen infolge eines Urteils des kolumbianischen Verfassungsgerichtes ermöglicht. In Serbien wird der Christopher Street Day in Belgrad, wie schon in den beiden Vorjahren, durch die Regierung verboten.
2014: In England und Wales tritt am 29. März 2014 das Gesetz zur Eheöffnung in Kraft. Im Herbst dann auch in Schottland. Im pazifischen Inselstaat Palau werden homosexuelle Handlungen legalisiert.
2015: In Luxemburg tritt im Januar 2015 das Gesetz zur Eheöffnung in Kraft. In Irland tritt im Herbst 2015 das Gesetz zur Eheöffnung in Kraft. In den US-amerikanischen Bundesstaaten Florida und Alabama wird die Ehe geöffnet. Im britischen Territorium Pitcairn wird im Mai 2015 die Ehe geöffnet. Im US-amerikanischen Territorium Guam wird im Juni 2015 die Ehe geöffnet. Der Oberste Gerichtshof der Vereinigten Staaten erklärt die gleichgeschlechtliche Ehe in allen Bundesstaaten für zulässig. Im Juni 2015 entschied der oberste Gerichtshof von Mexiko, dass das Ehe-Verbot für Schwule und Lesben gegen den Gleichbehandlungsgrundsatz in der mexikanischen Verfassung verstößt. Der Suprema Corte de Justicia de la Nación hat damit zwar nicht die sofortige Eheöffnung im gesamten Land angeordnet. Aber gleichgeschlechtliche Paare haben damit das Recht, die Ehe-Öffnung durch eine Anordnung vor einem Amtsgericht in den jeweiligen Bundesstaaten zu erzwingen. Im August 2015 urteilte der Suprema Corte de Justicia de la Nación, dass ein bundesstaatliches Verbot der Adoption durch gleichgeschlechtliche Paare verfassungswidrig sei. In der Folge wird in den mexikanischen Bundesstaaten Chihuahua, Guerrero und Nayarit die Ehe geöffnet. In Zypern tritt im Dezember 2015 das Partnerschaftsgesetz in Kraft. In Mosambik werden homosexuelle Handlungen legalisiert.
2016: In Estland tritt 2016 das Partnerschaftsgesetz in Kraft. In Griechenland tritt 2016 das Partnerschaftsgesetz in Kraft. In Italien tritt 2016 das Partnerschaftsgesetz in Kraft. Auf den Seychellen werden homosexuelle Handlungen legalisiert. Darüber hinaus werden auf Nauru und in Belize homosexuelle Handlungen legalisiert.
2017: In Finnland tritt im März 2017 das Gesetz zur Eheöffnung in Kraft. Ebenso in Deutschland im Oktober desselben Jahres.
2018: Australien erlässt Gesetze zur Eheöffnung.
2019: In Österreich wird die Ehe geöffnet, darüber hinaus in Taiwan und Ecuador. In Deutschland wird ab 1. Januar 2019 das dritte Geschlecht im Personenstandsregister. geführt. In Polen erklären sich immer mehr Gebietskörperschaften zu sogenannten „LGBT-freien“ Zonen. Dies führt zu Diskussionen im Europaparlament und am 18. Dezember mit 463 gegen 107 Stimmen zu einer Missbilligung.
2020: In Nordirland wird die Ehe geöffnet, darüber hinaus äußert sich Papst Franziskus positiv zur Gleichstellung von gleichgeschlechtlichen Paaren.
2021: Homosexualität in Ungarn, 1961 für Männer entkriminalisiert (mit gerichtlich durchgesetzter Senkung des Schutzalters auf 14 im Jahr 2022) und der Zulässigkeit privatrechtlicher, unregistrierter Partnerschaften seit 1996, wird unter Ministerpräsident Viktor Orbán zum Gegenstand negativer Propaganda; das Parlament beschließt ein Gesetz, das die Darstellung von Homosexualität gegenüber Minderjährigen verbietet und damit jegliche öffentliche Aufklärung von Kindern, sowie Werbespots mit homosexuellen Inhalten.
2022: Homosexualität in Russland kommt unter schärfere Bedrängnis. Präsident Wladimir Putin verschärft das föderale Gesetz von 2013, das jegliche positiven Äußerungen über Homosexualität in Anwesenheit von Minderjährigen oder über Medien wie das Internet unter Strafe stellt. Der Staat erkennt keine gleichgeschlechtlichen Partnerschaften an und verbietet seit dem 3. Juni 2013 auch die Adoption durch gleichgeschlechtliche Ehepaare im Ausland. Das neue Gesetz verbietet auch Werbung, Medien- und Online-Inhalte, Bücher, Filme und Theateraufführungen, die „LGBTQ-Propaganda“ enthalten; das Gesetz ist bewusst schwammig und nebulös formuliert und eröffnet den von der Regierung kontrollierten Gerichten einen breiten Anwendungsspielraum.
2023: Der Vatikan erlaubt mit Billigung von Papst Franziskus die Segnung gleichgeschlechtlicher Paare.